# Премія KBS за акторську гру
Премія KBS за акторську гру (кор. KBS 연기대상, англ. KBS Drama Awards) — щорічна південнокорейська телевізійна премія заснована у 1987 році найбільшою в Кореї загальнонаціональною телерадіокомпанією KBS. Зазвичай вручається в ніч з 31 грудня на 1 січня.

## Зміна назви премії
- 1-а назва: Премія MBC за телевізійну акторську гру (кор. KBS 탤런트 연기대상) (1987)
- 2-а назва: Премія KBS за акторську гру під час великого фестивалю телеакторів під кінець року (кор. KBS 연기대상 탤런트 송년 대잔치) (1988 — 1989)
- 3-а назва: Премія KBS за акторську гру (кор. KBS 연기대상) (1990 — донині)

## Категорії
- Великий приз
- Нагорода за високу майстерність (актор / акторка)
- Найкращий актор мінісеріалу
- Найкраща акторка мінісеріалу
- Найкращий актор середньотривалої драми
- Найкраща акторка середньотривалої драми
- Найкращий актор серіалу
- Найкраща акторка серіалу
- Найкращий актор щоденної драми
- Найкраща акторка щоденної драми
- Найкращий актор одноактної / спеціальної / короткої драми
- Найкраща акторка одноактної / спеціальної / короткої драми
- Найкращий актор другого плану
- Найкраща акторка другого плану
- Найкращий новий актор
- Найкраща нова акторка
- Найкращий юний актор
- Найкраща юна акторка
- Найкращий автор сценарію
- Нагорода за популярність (актор / акторка)
- Нагорода Netizen (актор / акторка)
- Найкраща пара

## Великий приз (Тесан)
| №  | Рік  | Переможець    | Робота                                   | Примітки             |
| -- | ---- | ------------- | ---------------------------------------- | -------------------- |
| 1  | 1987 | Ім Дон Джин   | «Земля»                                  | [ 1 ]                |
| 2  | 1988 | Пан Хьо Чон   | «Земля»                                  | [ 2 ]                |
| 3  | 1989 | Ко Ду Сім     | «Ланцюги кохання»                        | [ 3 ] [ 4 ]          |
| 4  | 1990 | Ю Ін Чхон     | «Амбітні часи»                           | [ 5 ]                |
| 5  | 1991 | Лі Нак Хун    | «Вчорашня зелена трава»                  | [ 6 ]                |
| 6  | 1992 | О Хьон Кьон   | «Телевізійне мистецтво війни»            | [ 7 ] [ 8 ]          |
| 7  | 1993 | Ха Хі Ра      | «Перерваний світанок»                    | [ 9 ]                |
| 8  | 1994 | Лі Док Хва    | «Хан Мьон Хо»                            | [ 10 ]               |
| 9  | 1995 | На Мун Хі     | «Навіть якщо вітер дме»                  | [ 11 ]               |
| 10 | 1996 | Кан Бу Джа    | «Чоловіки з лазні»                       | [ 12 ]               |
| 11 | 1997 | Ю Дон Гин     | «Сльози дракона»                         | [ 13 ]               |
| 12 | 1998 | Чхве Су Чон   | «Легендарні амбіції»                     | [ 14 ]               |
| 13 | 1999 | Чхе Сі Ра     | «Король та королева»                     | [ 15 ]               |
| 14 | 2000 | Кім Йон Чхоль | «Теджо Ван Гон»                          | [ 16 ]               |
| 15 | 2001 | Чхве Су Чон   | «Теджо Ван Гон»                          | [ 17 ]               |
| 16 | 2002 | Ю Дон Гин     | «Імператриця Мьонсон»                    | [ 18 ]               |
| 17 | 2003 | Кім Хє Су     | «Чан Хі Бін»                             | [ 19 ]               |
| 18 | 2004 | Ко Ду Сім     | «Красивіша за квітку»                    | [ 20 ]               |
| 19 | 2005 | Кім Мьон Мін  | «Безсмертний адмірал Лі Сунсін»          | [ 21 ] [ 22 ]        |
| 20 | 2006 | Ха Чі Вон     | «Хван Чіні»                              | [ 23 ]               |
| 21 | 2007 | Чхве Су Чон   | «Де Чо Йон»                              | [ 24 ]               |
| 22 | 2008 | Кім Хе Джа    | «Мама смертельно сердита»                | [ 25 ]               |
| 23 | 2009 | Лі Бьон Хон   | «Айріс»                                  | [ 26 ] [ 27 ]        |
| 24 | 2010 | Чан Хьок      | «Мисливці на рабів»                      | [ 28 ] [ 29 ]        |
| 25 | 2011 | Сін Ха Кьон   | «Мозок»                                  | [ 30 ] [ 31 ]        |
| 26 | 2012 | Кім Нам Джу   | «Мій чоловік має сім'ю»                  | [ 32 ] [ 33 ]        |
| 27 | 2013 | Кім Хє Су     | «Королева офісу»                         | [ 34 ] [ 35 ]        |
| 28 | 2014 | Ю Дон Гин     | «Що сталося у моїй родині?»              | [ 36 ] [ 37 ]        |
| 29 | 2015 | Кім Су Хьон   | «Продюсери»                              | [ 38 ] [ 39 ]        |
| 29 | 2015 | Ко Ду Сім     | «Віртуальна наречена» «Все про мою маму» | [ 38 ] [ 39 ]        |
| 30 | 2016 | Сон Чжун Кі   | «Нащадки сонця»                          | [ 40 ] [ 41 ] [ 42 ] |
| 30 | 2016 | Сон Хьо Кьо   | «Нащадки сонця»                          | [ 40 ] [ 41 ] [ 42 ] |
| 31 | 2017 | Кім Йон Чхоль | «Дивний батько»                          | [ 43 ] [ 44 ]        |
| 31 | 2017 | Чхон Хо Чжін  | «Моє золоте життя»                       | [ 43 ] [ 44 ]        |
| 32 | 2018 | Ю Дон Гин     | «Одружитися зараз»                       | [ 45 ] [ 46 ]        |
| 32 | 2018 | Кім Мьон Мін  | «Диво, яке ми зустріли»                  | [ 45 ] [ 46 ]        |
| 33 | 2019 | Кон Хьо Чжін  | «Коли квітне Камелія»                    | [ 47 ] [ 48 ]        |
| 34 | 2020 | Чхон Хо Чжін  | «Ще раз»                                 | [ 49 ] [ 50 ]        |
| 35 | 2021 | Чі Хьон У     | «Панночка і джентльмен»                  | [ 51 ] [ 52 ]        |
| 36 | 2022 | Чу Сан Ук     | «Король сліз, Лі Пан Вон»                | [ 53 ] [ 54 ]        |
| 36 | 2022 | Лі Син Ґі     | «Кав'ярня права»                         | [ 53 ] [ 54 ]        |
| 37 | 2023 | Чхве Су Джон  | «Корьо-киданська війна»                  | [ 55 ] [ 56 ]        |
| 38 | 2024 | Лі Сундже     | «Собака знає все»                        | [ 57 ] [ 58 ]        |

## Нагорода за високу майстерність (актори)
| Рік  | Переможець    | Робота                                                                   |
| ---- | ------------- | ------------------------------------------------------------------------ |
| 1987 | Чон Хан Йон   | «Двері бажань»                                                           |
| 1988 | Кім Сон Ґьом  | «Небеса, небеса»                                                         |
| 1989 | Но Чу Хьон    | «Кайдани кохання»                                                        |
| 1990 | Со Ін Сок     | «Дні династії», «Телевізійне мистецтво війни», «Сходи»                   |
| 1991 | Кім Йон Чхоль | «Королівський шлях»                                                      |
| 1992 | О Чі Мьон     | «Старший брат»                                                           |
| 1993 | Кім Чін Тхе   | «Перерваний світанок»                                                    |
| 1994 | Кім Се Юн     | «Доньки багатої родини»                                                  |
| 1995 | Ю Дон Гин     | «Чан Нок Су»                                                             |
| 1996 | Чхве Су Чон   | «Перше кохання»                                                          |
| 1997 | Кім Му Сен    | «Сльози дракона»                                                         |
| 1997 | Со Ін Сок     | «Тому що я дійсно…»                                                      |
| 1998 | Ім Дон Джин   | «Король та королева», «Паперовий кран»                                   |
| 1999 | Шин Гу        | «Школа 1»                                                                |
| 2000 | Пак Кин Хьон  | «Суворе чоловіче кохання»                                                |
| 2001 | Со Ін Сок     | «Теджо Ван Гон»                                                          |
| 2002 | Пе Йон Чжун   | «Зимова соната»                                                          |
| 2002 | Кім Сан Джун  | «Світанок імперії»                                                       |
| 2003 | Чха Син Вон   | «Охоронець»                                                              |
| 2003 | Кім Хо Джин   | «Жовта хустинка»                                                         |
| 2004 | Ан Че Ук      | «О, Почувайся молодим»                                                   |
| 2005 | Чхве Су Чон   | «Володар морів»                                                          |
| 2006 | Рю Су Йон     | «Сеул 1945»                                                              |
| 2006 | Шин Гу        | «Чисті серцем»                                                           |
| 2007 | Лі Док Хва    | «Де Чо Йон»                                                              |
| 2008 | Сон Іль Гук   | «Королівство вітрів»                                                     |
| 2009 | Сон Хьон Чжу  | «Мої надто ідеальні сини»                                                |
| 2010 | Кім Кап Су    | «Зведена сестра Попелюшки», «Скандал в Сонгюнгвані», «Мисливці на рабів» |
| 2011 | Пак Сі Ху     | «Людина принцеси»                                                        |
| 2012 | Сон Чжун Кі   | «Хороший хлопець»                                                        |
| 2012 | Ю Чун Сан     | «Мій чоловік має сім'ю»                                                  |
| 2013 | Чі Сон        | «Таємне кохання»                                                         |
| 2013 | Чу Вон        | «Добрий лікар»                                                           |
| 2014 | Чо Че Хьон    | «Чон До Чон»                                                             |
| 2015 | Со Чі Соп     | «О, моя Венера»                                                          |
| 2016 | Пак Сін Ян    | «Мій адвокат, містер Чо»                                                 |
| 2016 | Пак Бо Гом    | «Кохання в місячному сяйві»                                              |
| 2017 | Нам Кун Мін   | «Шеф Кім»                                                                |
| 2018 | Чхве Су Чон   | «Мій єдиний»                                                             |
| 2018 | Чха Тхе Хьон  | «Шлюбний хаос»                                                           |
| 2019 | Кан Ха Ниль   | «Коли квітне Камелія»                                                    |
| 2019 | Ю Чун Сан     | «Печінка або смерть»                                                     |
| 2020 | Пак Ін Хван   | «Блискуча спадщина»                                                      |
| 2020 | Чон Бо Сок    | «Домашня історія кохання»                                                |
| 2021 | Чха Тхе Хьон  | «Поліцейський університет»                                               |
| 2021 | Лі До Хьон    | «Травнева юність»                                                        |
| 2022 | Кан Ха Ниль   | «Вихід після завіси»                                                     |
| 2022 | D.O.          | «Поганий прокурор»                                                       |
| 2023 | Кім Тон Джун  | «Корьо-киданська війна»                                                  |
| 2023 | Роун          | «Битва за шлюб»                                                          |
| 2024 | Кім Джонхьон  | «Залізна сім'я»                                                          |
| 2024 | Чі Хьону      | «Красуня і пан Романтик»                                                 |

## Нагорода за високу майстерність (акторки)
| Рік  | Переможець     | Робота                                                                   |
| ---- | -------------- | ------------------------------------------------------------------------ |
| 1987 | Кім Йон Е      | «Початок кохання», «Умови прихильності»                                  |
| 1988 | Пак Вон Сук    | «Земля»                                                                  |
| 1989 | Кім Йон Е      | «Схід сонця», «Походження Ван Рона»                                      |
| 1990 | Лі Хві Хян     | «Дні династії», «Амбітні часи»                                           |
| 1991 | Кім Мі Сук     | «Часи жінок»                                                             |
| 1992 | Чо Мін Су      | «Жінка, яка 100 разів ходила на сватання», «Вітер дме у лісах»           |
| 1993 | Кім Йон Ок     | «Дика хризантема», «Кохання та прощання»                                 |
| 1994 | Кім Юн Кьон    | «Коли я сумую за тобою»                                                  |
| 1995 | Ха Хі Ра       | «Сонячне місце молоді»                                                   |
| 1996 | Кім Йон Е      | «Кольори», «Обов'язкова звітність», «Поки ми можемо кохати»              |
| 1997 | Чхве Мьон Гіль | «Сльози дракона»                                                         |
| 1997 | Юн Мі Ра       | «Тому що я дійсно…»                                                      |
| 1998 | Чхе Сі Ра      | «Король та королева»                                                     |
| 1999 | Лі Хві Хян     | «Кохання у 3-х кольорах»                                                 |
| 2000 | Кім Ча Ок      | «Сходить сонце, піднімається місяць», «Більше, ніж слова можуть сказати» |
| 2001 | Лі Мі Йон      | «Імператриця Мьонсон»                                                    |
| 2002 | Чхве Чі У      | «Зимова соната»                                                          |
| 2002 | Чхве Мьон Гіль | «Імператриця Мьонсон»                                                    |
| 2003 | Лі Тхе Ран     | «Жовта хустинка»                                                         |
| 2003 | Ю Хо Чон       | «Розмарин»                                                               |
| 2004 | Чхе Сі Ра      | «Умови прихильності»                                                     |
| 2004 | О Йон Су       | «Друге освідчення»                                                       |
| 2004 | Сон Хьо Кьо    | «Повний дім»                                                             |
| 2005 | Чхве Чін Сіль  | «Моє рожеве життя»                                                       |
| 2005 | Кім Хе сук     | «Моє рожеве життя»                                                       |
| 2006 | Лі Тхе Ран     | «Відомі принцеси»                                                        |
| 2007 | Чхе Рім        | «Весна Даль Джи»                                                         |
| 2007 | Кім Хьон Джу   | «Красуня Ін Сун»                                                         |
| 2008 | Кім Чі Су      | «Жінки Сонця»                                                            |
| 2009 | Чхе Сі Ра      | «Імператриця Чхон Чху»                                                   |
| 2010 | Чон Ін Хва     | «Хліб, кохання і мрії»                                                   |
| 2010 | Мун Гин Йон    | «Зведена сестра Попелюшки»                                               |
| 2011 | Мун Чхе Вон    | «Людина принцеси»                                                        |
| 2012 | Мун Чхе Вон    | «Хороший хлопець»                                                        |
| 2013 | Хван Чон Им    | «Таємне кохання»                                                         |
| 2014 | Кім Хьон Джу   | «Що сталося у моїй родині?»                                              |
| 2015 | Чхе Сі Ра      | «Недобрі леді»                                                           |
| 2016 | Кім Ха Ниль    | «На шляху до аеропорту»                                                  |
| 2017 | Лі Ю Рі        | «Дивний батько»                                                          |
| 2017 | Чон Рє Вон     | «Відьма в суді»                                                          |
| 2018 | Чан Мі Хі      | «Одружитися зараз»                                                       |
| 2018 | Чха Хва Йон    | «Мій єдиний»                                                             |
| 2019 | Чо Йо Чон      | «Жінка з 9,9 мільярда»                                                   |
| 2019 | Сін Хє Сон     | «Остання місія янгола: Кохання»                                          |
| 2020 | Лі Мін Чон     | «Ще раз»                                                                 |
| 2021 | Кім Со Хьон    | «Річка, де місяць сходить»                                               |
| 2021 | Пак Ин Бін     | «Любов короля»                                                           |
| 2022 | Пак Чін Хі     | «Король сліз, Лі Пан Вон»                                                |
| 2022 | Ха Чі Вон      | «Вихід після завіси»                                                     |
| 2023 | Юї             | «Живи своїм життям»                                                      |
| 2024 | Пак Джійон     | «Залізна сім'я»                                                          |
| 2024 | Ім Су Хян      | «Красуня і пан Романтик»                                                 |

## Нагороди за майстерність

### Найкращий актор / акторка мінісеріалу
| Рік  | Переможці                | Переможці                                                   | Переможці            | Переможці                                  |
| Рік  | Актор                    | Робота                                                      | Акторка              | Робота                                     |
| ---- | ------------------------ | ----------------------------------------------------------- | -------------------- | ------------------------------------------ |
| 2007 | Кан Чі Хван              | «Столичний скандал»                                         | Хан Чі Мін Лі Да Хе  | «Столичний скандал» «Привіт! Міс»          |
| 2008 | Чон Чін Йон              | «Королівство вітрів»                                        | Лі Ха На             | «Жінки сонця»                              |
| 2009 | Чі Чін Хі                | «Той, хто не може одружитися»                               | Кім А Чун            | «Випадкова пара»                           |
| 2010 | Кім Су Ро                | «Майстер навчання»                                          | Хан Ин Чон           | «Обман: Повстання Гуміхо»                  |
| 2011 | Даніель Чхве Чон Чін Йон | «Красуня з дитячім лицем» «Мозок»                           | Чан На Ра            | «Красуня з дитячім лицем»                  |
| 2012 | Сін Хьон Чжун            | «У-ла-ла пара»                                              | Чан На Ра            | «Школа 2013»                               |
| 2013 | О Чі Хо                  | «Королева офісу»                                            | Ім Юн А              | «Прем'єр-міністр і я»                      |
| 2014 | Ерік Мун                 | «Відкриття кохання»                                         | Чон Ю Мі             | «Відкриття кохання»                        |
| 2015 | Чха Тхе Хьон             | «Продюсери»                                                 | Сін Мін А            | «О, моя Венера»                            |
| 2016 | Лі Сан Юн                | «На шляху до аеропорту»                                     | Кім Чі Вон           | «Нащадки сонця»                            |
| 2017 | Пак Со Джун              | «Боротьба за свій шлях»                                     | Кім Чі Вон Чан На Ра | «Боротьба за свій шлях» «Парне зізнання»   |
| 2018 | Чан Дон Гон Даніель Чхве | «Костюми» «Жонглери», «Детектив привид»                     | Пек Чін Хі           | «Жонглери», «Почувайся добре, щоб померти» |
| 2019 | Чхве Вон Йон Чан Дон Юн  | «Лікар-ув'язнений» «Легенда про Нокту»                      | Кім Со Хьон Нана     | «Легенда про Нокту» «Юстиція»              |
| 2020 | Пак Сон Хун Лі Че Ук     | «Спогади» «Сяй, зіронько, сяй»                              | Нана Чо Йо Чон       | «Спогади» «Дури мене, якщо зможеш»         |
| 2021 | Чон Йон Хва Кім Мін Чже  | «Продай свій будинок з привидами» «Дал Лі і нахабний принц» | Ко Мін Сі Квон На Ра | «Травнева юність» «Таємний інспектор»      |
| 2022 | Лі Джун                  | «Криваве серце»                                             | Кан Хан На           | «Криваве серце»                            |
| 2022 | Лі Джун                  | «Криваве серце»                                             | Лі Хє Рі             | «Самогон»                                  |
| 2023 | Чан Тон Юн               | «Оаза»                                                      | Чо І Хьон            | «Битва за шлюб»                            |
| 2023 | Чан Тон Юн               | «Оаза»                                                      | Соль Ін А            | «Оаза»                                     |
| 2024 | Пак Джіхун               | «Фантазійна соната»                                         | Йону                 | «Собака знає все»                          |
| 2024 | Пак Джіхун               | «Фантазійна соната»                                         | Хан Джіхьон          | «Зустрінсь поглядом зі мною»               |

### Найкращий актор / акторка середньотривалої драми
| Рік  | Переможці              | Переможці                                  | Переможці               | Переможці                                  |
| Рік  | Актор                  | Робота                                     | Акторка                 | Робота                                     |
| ---- | ---------------------- | ------------------------------------------ | ----------------------- | ------------------------------------------ |
| 2009 | Чон Чун Хо Кім Син У   | «Айріс»                                    | Кім Те Хі Ку Хє Сон     | «Айріс» «Хлопці кращі за квіти»            |
| 2010 | О Чі Хо                | «Мисливці за рабами»                       | Пак Мін Йон             | «Колотнеча в Сон Кюн Кван»                 |
| 2011 | Чхон Чон Мьон          | «Людина честі»                             | Пак Мін Йон Хон Су Хьон | «Людина честі» «Людина принцеси»           |
| 2012 | Ом Тхе Ун              | «Людина з екватору»                        | Лі Бо Йон               | «Людина з екватору»                        |
| 2013 | Чу Сан Ук              | «Добрий лікар»                             | Мун Чхе Вон             | «Добрий лікар»                             |
| 2014 | Лі Джун Гі             | «Чосонський стрілець»                      | Нам Сан Мі Пак Мін Йон  | «Чосонський стрілець» «Цілитель»           |
| 2015 | Чан Хьок               | «Купець: Кекджу 2015»                      | Кім Мін Чон             | «Купець: Кекджу 2015»                      |
| 2016 | Сон Іль Гук            | «Чан Йон Сіль»                             | Кім Ю Чон               | «Кохання в місячному сяйві»                |
| 2017 | Лі Дон Гон Лі Чун Хо   | «Королева на сім днів» «Шеф Кім»           | Чо Йо Чон               | «Ідеальна дружина»                         |
| 2018 | Со Кан Джун            | «Ти людина?»                               | Ла Мі Ран               | «Диво, яке ми зустріли»                    |
| 2019 | Кім Чі Сок Чхве Сі Вон | «Коли квітне Камелія» «Мої співгромадяни!» | Лі Чон Ин Лі Сі Йон     | «Коли квітне Камелія» «Печінка або смерть» |

### Найкращий актор / акторка довготривалої драми
| Рік  | Переможці    | Переможці                             | Переможці  | Переможці                         |
| Рік  | Актор        | Робота                                | Акторка    | Робота                            |
| ---- | ------------ | ------------------------------------- | ---------- | --------------------------------- |
| 2007 | Чан Хьон Сон | «Невістки»                            | Юн Чон Хі  | «Щаслива жінка»                   |
| 2008 | Лі Вон Джон  | «Великий король Седжон»               | Лі Юн Чжі  | «Великий король Седжон»           |
| 2009 | Кім Сок Хун  | «Імператорка Чхончху»                 | Ю Сон      | «Мої надто ідеальні сини»         |
| 2010 | Юн Сі Юн     | «Хліб, кохання і мрії»                | Юджін      | «Хліб, кохання і мрії»            |
| 2011 | Лі Тхе Ґон   | «Великий завойовник Квангетхо»        | Кім Ча Ок  | «Сім'я О Чакгю»                   |
| 2012 | Чу Вон       | «Весільна маска»                      | Юн Йо Джон | «Мій чоловік має сім'ю»           |
| 2013 | Чо Чон Сок   | «Ти найкраща!»                        | Лі Мі Сук  | «Ти найкраща!»                    |
| 2013 | Чо Сон Ха    | «Родина Ван»                          | Лі Тхе Ран | «Родина Ван»                      |
| 2014 | Кім Сан Ґьон | «Що трапилося з моєю родиною?»        | Кім Чі Хо  | «Чудові дні»                      |
| 2014 | Пак Йон Ґю   | «Чон До Джон»                         | Кім Чі Хо  | «Чудові дні»                      |
| 2015 | Кім Тхе У    | «Чінбірок: Мемуари Імджинської війни» | Юджін      | «Усе про мою маму»                |
| 2015 | Кім Кап Су   | «Усе про мою маму»                    | Юджін      | «Усе про мою маму»                |
| 2016 | Ан Че Ук     | «П'ять достатньо»                     | Со Ю Джін  | «П'ять достатньо»                 |
| 2016 | Лі Дон Гон   | «Джентльмен з ательє Вольгусу»        | Чо Юн Хі   | «Джентльмен з ательє Вольгусу»    |
| 2017 | Пак Сі Ху    | «Моє золоте життя»                    | Сін Хє Сон | «Моє золоте життя»                |
| 2018 | Лі Сан У     | «Одружись зі мною зараз»              | Хан Чі Хє  | «Одружись зі мною зараз»          |
| 2018 | Лі Чан У     | «Мій єдиний»                          | Юї         | «Мій єдиний»                      |
| 2019 | Кі Тхе Йон   | «Мати моя»                            | Кім Со Йон | «Мати моя»                        |
| 2019 | О Мін Сок    | «Прекрасне кохання, чудове життя»     | Соль Ін А  | «Прекрасне кохання, чудове життя» |
| 2020 | Лі Сан Йоп   | «Ще раз»                              | Лі Чон Ин  | «Ще раз»                          |
| 2020 | Лі Чан У     | «Домашня історія кохання»             | Чін Кі Джу | «Домашня історія кохання»         |
| 2021 | Юн Чу Сан    | «Революційні сестри»                  | Хон Ин Хі  | «Революційні сестри»              |
| 2021 | Юн Чу Сан    | «Революційні сестри»                  | Пак Ха На  | «Молода леді і джентльмен»        |
| 2022 | Юн Сі Юн     | «Зараз гарно»                         | Пак Чі Йон | «Зараз гарно»                     |
| 2022 | Лім Чу Хван  | «Три відважних братів і сестер»       | Лі Ха На   | «Три відважних братів і сестер»   |
| 2023 | Ха Джун      | «Живи своїм життям»                   | Пек Чін Хі | «Справжній з'явився!»             |
| 2023 | Чі Син Хьон  | «Корьо-киданська війна»               | Пек Чін Хі | «Справжній з'явився!»             |
| 2024 | Сін Хьонджун | «Залізна сім'я»                       | Кім Серок  | «Залізна сім'я»                   |

### Найкращий актор / акторка щоденної драми
| Рік  | Переможці     | Переможці                      | Переможці   | Переможці                      |
| Рік  | Актор         | Робота                         | Акторка     | Робота                         |
| ---- | ------------- | ------------------------------ | ----------- | ------------------------------ |
| 2007 | Пак Хе Джін   | «Небо і земля»                 | Хан Хьо Джу | «Симпатичний чи ні»            |
| 2008 | Лі Пхіль Мо   | «Ти моя доля»                  | Кім Чон Нан | «Ти моя доля»                  |
| 2009 | О Ман Сок     | «Веселі вдови»                 | Чо Ан       | «Веселі вдови»                 |
| 2010 | Лі Чон Хьок   | «Будь ласка, одружися зі мною» | Кім Чі Йон  | «Будь ласка, одружися зі мною» |
| 2011 | Чі Чхан Ук    | «Посміхнись ще раз»            | То Чі Вон   | «Посміхнись ще раз»            |
| 2012 | Кім Йон Чхоль | «Місяць та зорі для тебе»      | Кім Є Рьон  | «Кохання, моє кохання»         |
| 2012 | Кім Тон Ван   | «Підбадьорся, пане Кім»        | Со Чі Хє    | «Місяць та зорі для тебе»      |
| 2013 | Кім Сок Хун   | «Перстень Рубі»                | Лі Со Йон   | «Перстень Рубі»                |
| 2014 | Чхве Че Сон   | «Чесна кульбаба»               | Чхве Юн Йон | «Мій дорогий кіт»              |
| 2014 | Чхве Че Сон   | «Чесна кульбаба»               | Сін Со Юль  | «Кохання і таємниця»           |
| 2015 | Ім Хо         | «Сяючі зірки»                  | Хан Че А    | «Ти єдиний»                    |
| 2015 | Квак Сі Ян    | «Все добре»                    | Кан Бьоль   | «Врятуй сім'ю»                 |
| 2016 | О Мін Сок     | «Таємниці жінок»               | Лі Ю Рі     | «Обіцянка»                     |
| 2016 | О Мін Сок     | «Таємниці жінок»               | Со І Хьон   | «Таємниці жінок»               |
| 2017 | Кім Син Су    | «Знову перше кохання»          | Мьон Се Бін | «Знову перше кохання»          |
| 2017 | Сон Чхан Ий   | «Таємниця мого кохання»        | Ім Су Хян   | «Розквіт кохання»              |
| 2018 | Кан Ин Тхак   | «Кохання до самого кінця»      | Ха Хі Ра    | «Коханець леді Чха Таль Ре»    |
| 2018 | Пак Юн Дже    | «Це моє життя»                 | Пак Ха На   | «Таємничий особистий закупник» |
| 2019 | Кім Чі У      | «Дружина-лівша»                | Чха Є Рьон  | «Милостива помста»             |
| 2019 | Соль Чон Хван | «Непрохана сім'я»              | Лі Йон Ин   | «Дім для літа»                 |
| 2020 | Кан Ин Тхак   | «Чоловік у вуалі»              | Пак Ха На   | «Фатальна обіцянка»            |
| 2020 | Кім Ю Сок     | «Незважаючи ні на що»          | Лі Чхе Йон  | «Чоловік у вуалі»              |
| 2021 | Рю Джін       | «Будьте родиною моєї мрії»     | Хан Ин Джон | «Дружина на всі руки»          |
| 2021 | Рю Джін       | «Будьте родиною моєї мрії»     | Со І Хьон   | «Червоне взуття»               |
| 2022 | Пек Сон Хьон  | «Кохання у твоїх очах»         | Пак Ха На   | «Помста нареченої»             |
| 2022 | Ян Пьон Йоль  | «Браво, моє життя»             | Чха Є Рьон  | «Золота маска»                 |
| 2023 | Со Чун Йон    | «Яблуко мого ока»              | Чхве Юн Йон | «Жінка у вуалі»                |
| 2023 | Лі Сі Кан     | «Витончена імперія»            | Нам Сан Джі | «Непередбачувана родина»       |
| 2024 | Пек Сонхьон   | «Суджі та Урі»                 | Хам Инджон  | «Суджі та Урі»                 |
| 2024 | О Чхансок     | «Двоє сестер»                  | Пак Хана    | «Мій щаслий шлюб»              |

### Найкращий актор / акторка одноактної / спеціальної / короткої драми
| Рік  | Переможці    | Переможці                                                     | Переможці   | Переможці                                             |
| Рік  | Актор        | Робота                                                        | Акторка     | Робота                                                |
| ---- | ------------ | ------------------------------------------------------------- | ----------- | ----------------------------------------------------- |
| 2003 | Кім Ін Квон  | «Місто драми»                                                 | Кім Йон Рім | «Весільний подарунок»                                 |
| 2003 | Нам Кун Мін  | «Місто драми: До Вільяма»                                     | Юн Хє Кьон  | «Місто драми»                                         |
| 2004 | Пьон Хі Бон  | «Місто драми: Метушня за дикий женьшень долини Понме»         | Хан Чі Мін  | «Місто драми: Дежавю»                                 |
| 2004 | Ом Тхе Ун    | «Місто драми: Сині небеса острова Чеджу»                      | Мін Чі А    | «Місто драми: Сині небеса острова Чеджу»              |
| 2005 | Пак Кин Хьон | «Стає популярною піснею»                                      | Хон Су Хьон | Література HDTV «Вулична лампа»                       |
| 2005 | Чан Хьон Сон | «Місто драми: Чи мертвий Леслі Чун?»                          | Юн Йо Джон  | «Стає популярною піснею»                              |
| 2006 | Чон Ин Пхьо  | «Місто драми: Квадратичне рівняння дурня»                     | Чон Хє Джін | «Місто драми: Вона сміється» / «Місто драми: Спогади» |
| 2006 | Лі Вон Чон   | Література HDTV «Погана історія»                              | Ко Чон Мін  | Спеціальна програма до Чхусока «Прощавай, зброє»      |
| 2007 | Пак Ін Хван  | «Місто драми: Негарна ти»                                     | Чон Є Со    | «Місто драми: Посланець смерті з амнезією»            |
| 2007 | Пак Ін Хван  | «Місто драми: Негарна ти»                                     | Ю Ін Йон    | «Місто драми: Чо Йон Пхіль в наших спогадах»          |
| 2008 | Юн Хі Сок    | Література HDTV «Весна, весна весна»                          | Пак Мін Йон | «Корейські історії про привидів: Куміхо»              |
| 2009 | Кім Кю Чхоль | «Корейські історії про привидів: Острів образ»                | Кім Сон Ин  | «Корейські історії про привидів: Заборонена книга»    |
| 2010 | Лі Сон Гюн   | Спеціальна драма «Наші трохи ризиковані відносини»            | Чон Ю Мі    | Спеціальна драма «Велична Гю Чхун Бін»                |
| 2010 | Сон Хьон Чжу | Спеціальна драма «Техаський хіт»                              | Чон Ю Мі    | Спеціальна драма «Велична Гю Чхун Бін»                |
| 2011 | Чхве Су Джон | Спеціальна драма «Для мого сина»                              | Хан Ин Джон | Спеціальна драма «400-літній сон»                     |
| 2011 | Лі Хі Джун   | Спеціальна драма «Ідеальний шпигун»                           | Юджін       | Спеціальна драма «Втрата ваги принцеси Хвапхьон»      |
| 2012 | Сон Чжун     | Спеціальна драма «Звіт про екологію болотних угідь»           | Ю Та Ін     | Спеціальна драма «Просто звичайна історія кохання»    |
| 2012 | Йон У Чжін   | Спеціальна драма «Просто звичайна історія кохання»            | Пак Сін Хє  | Спеціальна драма «Не хвилюйся, я привид»              |
| 2013 | Даніель Чхве | Спеціальна драма «В очікуванні кохання»                       | БоА         | Спеціальна драма «В очікуванні кохання»               |
| 2013 | Ю О Сон      | Спеціальна драма «Вершник диявола» / «Острів матері»          | Хан Є Рі    | Спеціальна драма «Літо Йон У»                         |
| 2014 | Чо Таль Хван | Спеціальна драма «Відразливе кохання»                         | Кім Со Хьон | Спеціальна драма «Ми всі плачемо по-різному»          |
| 2015 | Пон Тхе Ґю   | Спеціальна драма «Поїзди не зупиняються на станції Норянджін» | Кім Йон Ок  | «Засніжена дорога»                                    |
| 2015 | Пон Тхе Ґю   | Спеціальна драма «Поїзди не зупиняються на станції Норянджін» | Лі Ха На    | Спеціальна драма «Підроблена родина»                  |
| 2016 | Кім Сон О    | Повернення Бек Хі                                             | Кан Є Вон   | Повернення Бек Хі                                     |
| 2016 | Лі Тон Хві   | Спеціальна драма «Червоний вчитель»                           | Чо Йо Чон   | «Няня»                                                |
| 2017 | Йо Хве Хьон  | «Дівоче покоління 1979»                                       | Ла Мі Ран   | Спеціальна драма «Останній тиждень мадам Чан»         |
| 2018 | Чан Тон Юн   | «Просто танцюй»                                               | Лі Соль     | «Після дощу»                                          |
| 2018 | Юн Пак       | «Тунець та дельфін»                                           | Лі Іль Хва  | «Мамине третє одруження»                              |
| 2019 | Чон Тон Хван | Спеціальна драма «Живе ось так»                               | Чо Су Мін   | «Лист до дня народження»                              |
| 2019 | Лі До Хьон   | Спеціальна драма «Звіт про скаутинг»                          | Лі Чу Йон   | Спеціальна драма «Дім, милий дім»                     |
| 2020 | Лі Сін Йон   | «Як купити друга»                                             | Сон Сук     | Спеціальна драма «Прогулянка»                         |
| 2020 | Лі Ха Ві     | Спеціальна драма «Мій бузок»                                  | Лі Ю Йон    | Спеціальна драма «Сліди кохання»                      |

### Найкращий актор / акторка спеціальної драми / ТБ кінотеатру
| Рік  | Переможці   | Переможці                          | Переможці   | Переможці                               |
| Рік  | Актор       | Робота                             | Акторка     | Робота                                  |
| ---- | ----------- | ---------------------------------- | ----------- | --------------------------------------- |
| 2021 | Пак Сон Хун | Спеціальна драма «Хі Су»           | Чон Со Мін  | Спеціальна драма «Хі Су»                |
| 2021 | Пак Сон Хун | Спеціальна драма «Хі Су»           | Кім Се Рон  | Спеціальна драма «Палац»                |
| 2022 | Чха Хак Йон | «Пляма»                            | Сін Ин Су   | «Як видри»                              |
| 2023 | Лі Че Ван   | «Не має шляху назад»               | Чхе Вон Бін | «Атака коханням»                        |
| 2023 | Лі Че Ван   | «Не має шляху назад»               | Хон Син Хі  | «Поза тінню»                            |
| 2024 | Нам Дарим   | Спеціальна драма «Історія про нас» | О Єджу      | Спеціальна драма «Моїй самотній сестрі» |

## Нагороди акторам другого плану

### Найкращий актор другого плану
| Рік  | Переможець     | Робота                                                              |
| ---- | -------------- | ------------------------------------------------------------------- |
| 1996 | Сон Хьон Джу   | «Колір — Білий», «Перше кохання»                                    |
| 1997 | Сон Тон Хьок   | «Сльози дракона»                                                    |
| 1997 | Сон Кьон Чхоль | «Синя пташка має це»                                                |
| 1999 | Чо Че Хьон     | «Кохання на зизифусі», «Школа 2», «Чи ви коли-небудь закохувалися?» |
| 1999 | Чхве Чон Вон   | «Король та королева», «Чи ви коли-небудь закохувалися?»             |
| 2000 | Хон Хак Пхьо   | «Більше чим слова можуть сказати»                                   |
| 2000 | Кім Хак Чхоль  | «Теджо Ван Гон»                                                     |
| 2001 | Чон Тхе У      | «Теджо Ван Гон»                                                     |
| 2001 | Кім Сон Хван   | «Імператриця Мьонсон»                                               |
| 2002 | Сон Хьон Чжу   | «Бути з тобою»                                                      |
| 2003 | Ан Чон Хун     | «Один мільйон троянд»                                               |
| 2003 | Сону Чедок     | «Один мільйон троянд»                                               |
| 2004 | Кім Хин Су     | «Красивіша ніж квітка»                                              |
| 2004 | О Чі Хо        | «Друга пропозиція»                                                  |
| 2005 | Ан Сок Хван    | «Дивна група», «Зухвала дівчина Чхун Хян»                           |
| 2005 | Пак Чхоль Мін  | «Безсмертний адмірал Лі Сунсін»                                     |
| 2006 | Лі Хан Ві      | «Чисті серцем», «Весняний вальс»                                    |
| 2006 | Пак Сан Мьон   | «Сеул 1945»                                                         |
| 2007 | Ім Хьок        | «Де Чо Йон»                                                         |
| 2007 | Лі Пхіль Мо    | «Невістки»                                                          |
| 2008 | Кім Йон Ґон    | «Мама смертельно сердита»                                           |
| 2008 | Ом Кі Джун     | «Внутрішні світи»                                                   |
| 2009 | Чхве Чхоль Хо  | «Імператриця Чхон Чху»                                              |
| 2009 | Юн Чу Сан      | «Мої надто ідеальні сини», «Айріс»                                  |
| 2010 | Сон Тон Іль    | «Мисливці на рабів», «Втікач: План Б»                               |
| 2011 | Чон Ун Ін      | «Сім'я О Чакгю»                                                     |
| 2012 | Кім Сан Хо     | «Мій чоловік має сім'ю»                                             |
| 2012 | Пак Кі Ун      | «Весільна маска»                                                    |
| 2013 | Пе Су Бін      | «Таємне кохання»                                                    |
| 2014 | Сін Сон Рок    | «Обличчя короля»                                                    |
| 2015 | Пак Бо Гом     | «Я пам'ятаю тебе»                                                   |
| 2015 | Кім Кю Чхоль   | «Купець: Кекджу 2015», «Чінбірок: Мемуари Імджинської війни»        |
| 2016 | Лі Чон Хьок    | «Кохання в місячному сяйві»                                         |
| 2017 | Кім Сон О      | «Боротьба за свій шлях»                                             |
| 2017 | Чхве Вон Йон   | «Скажений пес»                                                      |
| 2018 | Кім Вон Хе     | «Примарний детектив», «Ти людина?»                                  |
| 2018 | Ін Кьо Чжін    | «Навіть якщо помреш, то буде добре»                                 |
| 2019 | Чон Ун Ін      | «Жінка з 9,9 мільярда»                                              |
| 2019 | Кім Пьон Чхоль | «Лікар-ув'язнений»                                                  |
| 2019 | О Чон Се       | «Коли квітне Камелія»                                               |
| 2020 | Ан Кіль Ґан    | «Окільцьовані»                                                      |
| 2020 | О Те Хван      | «Ще раз»                                                            |
| 2021 | Чхве Те Чхоль  | «Революційні сестри»                                                |
| 2021 | Лі І Ґьон      | «Таємний інспектор»                                                 |
| 2022 | Сон Тон Іль    | «Якщо загадаєш бажання», «Вихід після завіси»                       |
| 2022 | Хо Сон Те      | «Криваве серце»                                                     |
| 2023 | Чо Хан Чхоль   | «Битва за шлюб»                                                     |
| 2023 | Кім Мьон Су    | «Оаза»                                                              |
| 2023 | Лі Вон Джон    | «Корьо-киданська війна»                                             |
| 2024 | Чхве Тхеджун   | «Залізна сім'я»                                                     |
| 2024 | Кім Йонґон     | «Собака знає все»                                                   |

### Найкраща акторка другого плану
| Рік  | Переможець   | Робота                                          |
| ---- | ------------ | ----------------------------------------------- |
| 1996 | Сон Чхе Хван | «Перше кохання»                                 |
| 1997 | Ян Ким Сок   | «Синя пташка має це»                            |
| 1999 | Пак Сон Мі   | «Людський будинок»                              |
| 1999 | Чху Сан Мі   | «Запрошення», «Чи ви коли-небудь закохувалися?» |
| 2000 | Кім Хе Сук   | «Осінь в моєму серці»                           |
| 2000 | Ян Хі Ґьон   | «Школа 3»                                       |
| 2000 | Ян Мі Ґьон   | «Школа 3»                                       |
| 2001 | Чхве Ран     | «Це є кохання»                                  |
| 2001 | Кім Бо Мі    | «Імператриця Мьонсон»                           |
| 2002 | Кім Сон Рьон | «Імператриця Мьонсон»                           |
| 2002 | Лі Ча Йон    | «Бути з тобою»                                  |
| 2003 | Хон Су Хьон  | «Сан Ду! Ходімо до школи»                       |
| 2003 | Чо Йон Джа   | «Імператриця Мьонсон»                           |
| 2004 | Хо Йон Ран   | «Друга пропозиція»                              |
| 2004 | Кім Хе Сук   | «О, Почувайся молодим»                          |
| 2005 | Кім Чі Йон   | «Моє рожеве життя»                              |
| 2005 | Кім Са Ран   | «Кохання, щоб вбивати»                          |
| 2006 | Чон Мі Сон   | «Хван Чіні»                                     |
| 2006 | Ван Біт На   | «Хван Чіні»                                     |
| 2007 | Хан Ко Ин    | «Столичний скандал»                             |
| 2007 | Кім Хє Ок    | «Невістки»                                      |
| 2008 | Пе Чон Ок    | «Внутрішні світи»                               |
| 2009 | Мун Чон Хі   | «Імператриця Чхон Чху»                          |
| 2010 | Лі По Хі     | «Три брати»                                     |
| 2011 | Пак Чон А    | «Посміхнись ще раз»                             |
| 2011 | Лі Юн Чжі    | «Одержимі мрією»                                |
| 2012 | Чо Юн Хі     | «Мій чоловік має сім'ю»                         |
| 2013 | Лі Та Хі     | «Таємне кохання»                                |
| 2014 | Хан Ин Джон  | «Золотий хрест»                                 |
| 2014 | Лі Чхе Йон   | «Двоє матерів»                                  |
| 2015 | Кім Со Хьон  | «Асамблея»                                      |
| 2015 | Ом Хьон Ґьон | «Будинок синьої пташки»                         |
| 2016 | Ла Мі Ран    | «Джентльмен з ательє Вольґєсу»                  |
| 2017 | Лі Іль Хва   | «Шеф Кім», «Відьма у суді»                      |
| 2017 | Чон Хє Сон   | «Шеф Кім», «Люк»                                |
| 2018 | Кім Хьон Сук | «Королева таємниць 2», «Ти людина?»             |
| 2018 | Юн Чін Ї     | «Мій єдиний»                                    |
| 2019 | Ха Че Сук    | «Парфум»                                        |
| 2019 | Кім Чон Нан  | «Лікар-ув'язнений»                              |
| 2019 | Сін Тон Мі   | «Печінка або смерть»                            |
| 2019 | Йом Хє Ран   | «Коли квітне Камелія»                           |
| 2020 | Є Чі Вон     | «Сяй, зіронько, сяй»                            |
| 2020 | Кім Сон Йон  | «Домашня історія кохання»                       |
| 2020 | О Юн А       | «Ще раз»                                        |
| 2021 | Хам Ин Джон  | «Будьте моєю ідеальною сім'єю»                  |
| 2021 | Ким Се Рок   | «Травнева юність»                               |
| 2022 | Пак Чі Йон   | «Криваве серце»                                 |
| 2022 | Є Чі Вон     | «Король сліз, Лі Пан Вон»                       |
| 2023 | Кан Кьон Хон | «Оаза», «Атака коханням»є                       |
| 2024 | Юн Юсон      | «Красуня і пан Романтик»                        |

## Нагороди новачкам

### Найкращий новий актор
| Рік  | Переможець    | Робота                                                         |
| ---- | ------------- | -------------------------------------------------------------- |
| 1987 | Чон По Сок    | «Самоґок»                                                      |
| 1988 | Юн Син Вон    | «Земля»                                                        |
| 1989 | Пак Чін Сон   | «Чірісан»                                                      |
| 1990 | Чхве Мін Сік  | «Амбітні часи»                                                 |
| 1990 | Чо Син Хо     | «Хлопець і дівчина»                                            |
| 1991 | Пьон Йон Хун  | «Обіцянка трьох днів»                                          |
| 1992 | Лі Бьон Хон   | «Яскраво сонячні дні», «Світанок», «Кохання завтрашнього дня»  |
| 1993 | Кім Кю Чхоль  | «Коли я сумую за тобою», «Добрий ранок, Йон Дон»               |
| 1994 | Кім Хо Джін   | «Поліція», «Будь ласка, витримайте неділю»                     |
| 1994 | Лі Се Чхан    | «Доньки багатої родини»                                        |
| 1995 | Пе Йон Чжун   | «Сонячне місце молоді»                                         |
| 1995 | Хон Кьон Ін   | «Сонячне місце молоді»                                         |
| 1996 | Рю Сі Вон     | «Поки ми можемо кохати»                                        |
| 1997 | Лі Сан Ін     | «Синя пташка має це»                                           |
| 1998 | Лі Сон Дже    | «Брехня»                                                       |
| 1999 | Рю Джін       | «Кохання у 3-х кольорах», «Сходить сонце, піднімається місяць» |
| 1999 | Вон Бін       | «Кванккі»                                                      |
| 2000 | Чу Чін Мо     | «Оглянутися зі злістю»                                         |
| 2000 | Пак Кван Хьон | «RNA», «Школа 3»                                               |
| 2001 | Ан Че Хван    | «Це кохання»                                                   |
| 2001 | Лі Кван Кі    | «Теджо Ван Гон»                                                |
| 2002 | Сон Іль Гук   | «Альбом життя»                                                 |
| 2003 | Рейн          | «Сан Ду! Ходімо до школи»                                      |
| 2003 | Йон Чон Хун   | «Жовта хустинка»                                               |
| 2004 | Лі Ван        | «Білосніжка: Смак солодкого кохання»                           |
| 2005 | Ко Чу Вон     | «Дивна група», «Воскресіння»                                   |
| 2005 | Че Хі         | «Зухвала дівчина Чхун Хян»                                     |
| 2005 | Кім Тон Ван   | «Прощання із смутком»                                          |
| 2006 | О Ман Сок     | «Виноградар»                                                   |
| 2006 | Пак Хе Джін   | «Відома принцеса»                                              |
| 2006 | Со Чі Сок     | «Чисті серцем»                                                 |
| 2007 | Кім Чі Хун    | «Невістки»                                                     |
| 2007 | Кім Чі Сок    | «Я ненавиджу тебе, але це добре»                               |
| 2008 | Чон Кьо Ун    | «Жінки Сонця»                                                  |
| 2009 | Лі Мін Хо     | «Хлопці кращі за квіти»                                        |
| 2010 | Пак Ю Чхон    | «Скандал в Сонгюнгвані»                                        |
| 2011 | Кім Су Хьон   | «Одержимі мрією»                                               |
| 2011 | Лі Чан У      | «Посміхнись ще раз», «Людина честі»                            |
| 2011 | Чу Вон        | «Сім'я О Чакгю»                                                |
| 2012 | Лі Хі Джун    | «Мій чоловік має сім'ю», «Чон У Чхі»                           |
| 2012 | Лі Чон Сок    | «Школа 2013»                                                   |
| 2013 | Чон У         | «Ти найкраща!»                                                 |
| 2013 | Хан Чу Ван    | «Родина Ван», Спеціальна драма «Літо Йон У»                    |
| 2014 | Пак Хьон Сік  | «Що трапилося з моєю сім'єю?»                                  |
| 2014 | Со Ін Гук     | «Обличчя короля»                                               |
| 2015 | Йо Чін Ку     | «Апельсиновий мармелад»                                        |
| 2016 | Сон Хун       | «П'ять достатньо»                                              |
| 2016 | Чон Чін Йон   | «Кохання в місячному сяйві»                                    |
| 2017 | Ан Че Хон     | «Боротьба за свій шлях»                                        |
| 2017 | У То Хван     | «Скажений пес»                                                 |
| 2018 | Пак Сон Хун   | «Мій єдиний»                                                   |
| 2018 | Кім Квон      | «Одружися зі мною, зараз»                                      |
| 2019 | Кан Тхе О     | «Легенда про Нокту»                                            |
| 2019 | Кім Че Йон    | «Красиве кохання, чудове життя»                                |
| 2019 | Кім Мьон Су   | «Остання місія янгола: Кохання»                                |
| 2020 | Лі Сан І      | «Ще раз»                                                       |
| 2020 | Со Чі Хун     | «Ласкаво просимо», «Чоловіки є чоловіками»                     |
| 2021 | Кім Йо Хан    | «Школа 2021»                                                   |
| 2021 | На Ін У       | «Річка, де місяць сходить»                                     |
| 2021 | Роун          | «Любов короля»                                                 |
| 2022 | Пьон У Сок    | «Самогон»                                                      |
| 2022 | Лі Ю Джін     | «Три відважних братів і сестер»                                |
| 2022 | Чхе Чон Хьоп  | «Люблю всі ігри»                                               |
| 2023 | Лі Вон Джон   | «Мій ідеальний незнайомець»                                    |
| 2023 | Чху Йон У     | «Оаза»                                                         |
| 2024 | Со Бомджун    | «Нічого нерозкрито»                                            |
| 2024 | Пак Саннам    | «Мій щаслий шлюб»                                              |

### Найкраща нова акторка
| Рік  | Переможець   | Робота |
| ---- | ------------ | --- |
| 1987 | Кім Хє Су    | «Самоґок» |
| 1988 | Чхве Су Джі  | «Земля» |
| 1989 | Лі Мі Йон    | «Дерево, яке розквітнуло коханням»                                                                                |
| 1990 | То Чі Вон    | «Сеульський глиняний горщик»                                                                                      |
| 1990 | О Хьон Ґьон  | «Амбітні часи» |
| 1991 | Хон Рі На    | «Амбітні часи» |
| 1992 | Кім Хє Рі    | «Світанок» |
| 1993 | Кім Чон Нан  | «Кохання завтрашнього дня»                                                                                        |
| 1994 | Лі А Хьон    | «Доньки багатої родини»                                                                                           |
| 1995 | Кім Хі Сон   | «Сини вітру», «Чоловіки ванного будинку»                                                                          |
| 1995 | Пак Сан А    | «Сонячне місце молоді»                                                                                            |
| 1996 | Лі Хє Йон    | «Перше кохання»                                                                                                   |
| 1996 | Пак Сон Йон  | «Біла кульбаба»                                                                                                   |
| 1997 | Юн Чі Сук    | «Коли вона мене кличе»                                                                                            |
| 1997 | Лі Ин Джу    | «Сльози дракона», «Щасливий ранок», «Кімната нареченої», «Річка смерті», «Коли вона мене кличе», «Весільна сукня» |
| 1998 | Кан Сон Йон  | «Моє кохання, що зі мною»                                                                                         |
| 1998 | Мьон Се Бін  | «Чистота», «Паперовий кран»                                                                                       |
| 1999 | Пе Ду На     | «Школа», «Кванккі»                                                                                                |
| 1999 | Чхве Кан Хі  | «Школа», «Кванккі»                                                                                                |
| 2000 | Пе Мі Хі     | Література ТБ «Кульбаба»                                                                                          |
| 2000 | Кім Хьо Джін | «RNA» |
| 2001 | Хон Су Хьон  | «Східний театр»                                                                                                   |
| 2001 | Кім Кю Рі    | «Як батько, а не як син»                                                                                          |
| 2002 | Кім Ю Мі     | «Чоловік сонця, Лі Че Ма»                                                                                         |
| 2002 | Лі Ю Рі      | «Loving You» |
| 2003 | Хан Ка Ін    | «Жовта хустинка»                                                                                                  |
| 2003 | Хан Чі Хє    | «Запах літа» |
| 2003 | Мая          | «Охоронець» |
| 2004 | Хан Хє Джін  | «Ти є зіркою» |
| 2004 | Ім Су Чон    | «Пробач, я кохаю тебе»                                                                                            |
| 2004 | Кім Те Хі    | «Заборонене кохання»                                                                                              |
| 2005 | Хан Чі Мін   | «Воскресіння» |
| 2005 | Кім А Джун   | «Дивна група» |
| 2005 | Лі Бо Йон    | «Моя мила, моя люба»                                                                                              |
| 2006 | Ку Хє Сон    | «Чисті серцем» |
| 2006 | Лі Юн Чжі    | «Чисті серцем» |
| 2006 | Юн Ин Хє     | «Виноградар» |
| 2007 | Лі Су Ґьон   | «Невістки» |
| 2007 | Пак Мін Йон  | «Я Сем» |
| 2008 | Ім Юн А      | «Ти моя доля» |
| 2009 | Кім Со Ин    | «Хлопці кращі за квіти», «Він, який не може одружитися»                                                           |
| 2010 | Лі Сі Йон    | «Становлення мільярдера»                                                                                          |
| 2010 | О Чі Ин      | «Три брати», «Посміхнись ще раз»                                                                                  |
| 2011 | Пе Сюзі      | «Одержимі мрією»                                                                                                  |
| 2011 | Юї           | «Сім'я О Чакгю»                                                                                                   |
| 2012 | Чін Се Йон   | «Весільна маска»                                                                                                  |
| 2012 | О Йон Со     | «Мій чоловік має сім'ю»                                                                                           |
| 2013 | IU           | «Ти найкраща!», «Бель амі»                                                                                        |
| 2013 | Кьон Су Джін | «Телевізійний роман: Ин Хі», «Не дивися назад: Легенда про Орфея»                                                 |
| 2014 | Кім Силь Гі  | «Відкриття кохання», «Спеціальна драма: Я незабаром помру»                                                        |
| 2014 | Нам Чі Хьон  | «Що трапилося з моєю сім'єю?»                                                                                     |
| 2015 | Чхе Су Бін   | «Будинок синьої пташки», «Підбадьорся!»                                                                           |
| 2015 | Кім Со Хьон  | «Хто ти: Школа 2015»                                                                                              |
| 2016 | Кім Чі Вон   | «Нащадки сонця»                                                                                                   |
| 2016 | Лі Се Йон    | «Джентльмен з ательє Вольґєсу»                                                                                    |
| 2017 | Рю Хва Йон   | «Дивний батько», «Скажений пес»                                                                                   |
| 2017 | Кім Се Джон  | «Школа 2017» |
| 2018 | Пак Се Ван   | «Одружися зі мною, зараз», «Знадто яскраве для кохання», «Просто танцюй»                                          |
| 2018 | Соль Ін А    | «Завтра знову сонячно»                                                                                            |
| 2019 | Квон На Ра   | «Лікар-ув'язнений»                                                                                                |
| 2019 | Сон Там Бі   | «Коли квітне Камелія»                                                                                             |
| 2020 | Бона         | «Домашня історія кохання»                                                                                         |
| 2020 | Сін Є Ин     | «Ласкаво просимо»                                                                                                 |
| 2020 | Лі Чхо Хі    | «Ще раз» |
| 2021 | Лі Се Хі     | «Молода леді та джентльмен»                                                                                       |
| 2021 | Крістал Чон  | «Поліцейська академія»                                                                                            |
| 2021 | Пак Кю Йон   | «Дал Лі і нахабний принц»                                                                                         |
| 2022 | Кан Мі На    | «Самогон», «Кафе «Мінамдан»»                                                                                      |
| 2022 | Сохьон       | «Зурочений на початку»                                                                                            |
| 2022 | Чон Чі Со    | «Вихід після завіси»                                                                                              |
| 2023 | Со Чі Хє     | «Мій ідеальний незнайомець»                                                                                       |
| 2024 | Хон Єджі     | «Фантазійна соната»                                                                                               |
| 2024 | Хан Суа      | «Красуня і пан Романтик»                                                                                          |

## Нагороди для юних акторів

### Найкращий юний актор
| Рік  | Переможець   | Робота |
| ---- | ------------ | --- |
| 1991 | Ян Тон Кин   | «Старший брат»                                                                                              |
| 1992 | Кім Сон У    | «Старший брат», «Заради кохання»                                                                            |
| 1993 | Чон Тхе У    | «Перерваний світанок», «Кохання та прощання»                                                                |
| 1994 | Лі Мін У     | «Коли я сумую за тобою», «Хан Мьон Хві», «Легенда про Чхун Хян», «Класна кімната, в якій кохання розквітає» |
| 1995 | Юн Тон Вон   | «Сонячне місце молоді»                                                                                      |
| 1996 | Ан Чхі Сон   | «Чумацький Шлях»                                                                                            |
| 1997 | Со Че Ґьон   | «Коли вона мене кличе»                                                                                      |
| 1997 | Квон Хе Кван | «Світло луків»                                                                                              |
| 1998 | Чон Тхе У    | «Король та королева»                                                                                        |
| 1999 | Кім Ре Вон   | «Школа 2»                                                                                                   |
| 1999 | Сім Чі Хо    | «Школа 2»                                                                                                   |
| 2000 | Чо Ін Сон    | «Школа 3»                                                                                                   |
| 2001 | Йо Ук Хван   | «Школа 4»                                                                                                   |
| 2002 | Мен Се Чхан  | «Місяць на Чхомсонде»                                                                                       |
| 2002 | О Син Юн     | «Магічний дитина, Ма Су Рі»                                                                                 |
| 2003 | Лі Пьон Джун | «Жовта хустинка», «Дружина»                                                                                 |
| 2004 | Лі Чун Хьок  | «Друге освідчення»                                                                                          |
| 2004 | Пак Кон У    | «Пробач, я кохаю тебе»                                                                                      |
| 2005 | Пак Чі Бін   | «Золоте яблуко», «Місто драми: Гобліни є живими»                                                            |
| 2005 | Ю Син Хо     | «Безсмертний адмірал Лі Сунсін», «Дорогоцінна сім'я»                                                        |
| 2006 | Кім Сок      | «Сеул 1945»                                                                                                 |
| 2007 | Чхве У Хьок  | «Столичний скандал», «Рідне місто за пагорбом»                                                              |
| 2008 | Лі Хьон У    | «Великий король Седжон»                                                                                     |
| 2009 | Пак Чхан Ік  | «Батьківський будинок»                                                                                      |
| 2010 | О Че Му      | «Хліб, кохання і мрії»                                                                                      |
| 2011 | Пак Хі Ґон   | «Сім'я О Чакгю»                                                                                             |
| 2012 | Но Йон Хак   | «Мрія короля»                                                                                               |
| 2013 | Йон Чун Сок  | «Не дивися назад: Легенда про Орфея»                                                                        |
| 2014 | Квак Дон Йон | «Натхненне покоління»                                                                                       |
| 2015 | Чхве Квон Су | Спеціальна драма «Літо братів»                                                                              |
| 2016 | Чон Юн Сок   | «П'ять достатньо», «Чан Йон Сіль», «Кохання в місячному сяйві»                                              |
| 2017 | Чон Чун Вон  | «Дивний батько»                                                                                             |
| 2018 | Нам Та Рим   | «Радіо «Романтика»»                                                                                         |
| 2019 | Кім Кан Хун  | «Коли квітне Камелія»                                                                                       |
| 2020 | Мун У Джін   | «Ще раз» |
| 2021 | Чо І Хьон    | «Травнева юність»                                                                                           |
| 2021 | Со У Джін    | «Молода леді та джентльмен»                                                                                 |
| 2022 | Чон Мін Джун | «Золота маска»                                                                                              |
| 2023 | Мун У Джін   | «Собачі дні літа»                                                                                           |
| 2024 | Мун Сон Хьон | «Красуня і пан Романтик»                                                                                    |

### Найкраща юна акторка
| Рік  | Переможець    | Робота                                                                    |
| ---- | ------------- | ------------------------------------------------------------------------- |
| 1991 | Лі Чон Ху     | «Асфальт рідного міста»                                                   |
| 1992 | Кім Мін Чон   | Ігрова драма «Пісочний замок», «Заради кохання»                           |
| 1993 | Лі Че Ин      | «Січень»                                                                  |
| 1994 | Пак Люсія     | «Хан Мьон Хві»                                                            |
| 1995 | Кім Со Йон    | «Доньки багатої родини», Ігрова драма «Мін У проти Мін У», «Їх літо»      |
| 1996 | Рю Се Бін     | «Чумацький Шлях»                                                          |
| 1997 | Чан Су Хє     | «Тому що я дійсно…», «Сад Ин Ха»                                          |
| 1998 | Кім Мін Джон  | «Король та королева»                                                      |
| 1999 | Кім Мін Хі    | «Школа 2»                                                                 |
| 2000 | Мун Гин Йон   | «Осінь в моєму серці»                                                     |
| 2001 | Лі Ю Рі       | «Школа 4»                                                                 |
| 2002 | Сін Чі Су     | «Самотність»                                                              |
| 2003 | Сон Мін Джу   | «Сан Ду! Ходімо до школи»                                                 |
| 2004 | Ко А Ра       | «Шарп 1»                                                                  |
| 2004 | Хан Чі Хє     | «Друге освідчення»                                                        |
| 2005 | Лі Се Йон     | «Душ із дощу»                                                             |
| 2005 | Ю Йон Мі      | «Золоте яблуко»                                                           |
| 2006 | Сім Ин Кьон   | «Хван Чіні», «Місто драми: Ккотнім-і»                                     |
| 2007 | Кім Є Вон     | «Невинна жінка»                                                           |
| 2008 | Сім Ин Кьон   | «Жінки Сонця»                                                             |
| 2009 | Пак Ин Бін    | «Імператриця Чхончху»                                                     |
| 2010 | Кім Ю Чон     | «Невдоволення: Повстання куміх»                                           |
| 2010 | Со Сін Е      | «Невдоволення: Повстання куміх»                                           |
| 2011 | Кім Хван Хі   | «Вірю в кохання», «Мій один єдиний»                                       |
| 2012 | Нам Чі Хьон   | Спеціальна драма «Дівчина-детектив, Пак Хе Соль»                          |
| 2013 | Кім Ю Бін     | «Чосонський втікач»                                                       |
| 2014 | Ан Со Хьон    | «Цілеспрямована кульбаба»                                                 |
| 2014 | Хон Хва Рі    | «Чудові дні»                                                              |
| 2015 | Кім Хян Ґі    | «Засніжена дорога»                                                        |
| 2016 | Хо Чон Ин     | «Мій адвокат, містер Чо», «Кохання в місячному сяйві», «Моя чарівна леді» |
| 2017 | Лі Ре         | «Відьма у суді»                                                           |
| 2018 | Кім Хван Хі   | «Диво, яке ми зустріли»                                                   |
| 2019 | Чу Є Рім      | «Мати моя»                                                                |
| 2019 | Пак Та Йон    | «Легенда про Нокту»                                                       |
| 2020 | Лі Ка Йон     | «Ще раз»                                                                  |
| 2021 | Чхве Мьон Бін | «Молода леді та джентльмен», «Любов короля»                               |
| 2021 | Лі Ре         | «Привіт, я!»                                                              |
| 2022 | Юн Чхе На     | «Кохання з вивертом», «Кохання у твоїх очах»                              |
| 2023 | Кім Сі Ин     | «Яблуко мого ока»                                                         |
| 2024 | Лі Сора       | «Красуня і пан Романтик»                                                  |

## Продюсерська нагорода
| Рік  | Переможець | Робота              |
| ---- | ---------- | ------------------- |
| 2012 | Ом Тху Ун  | «Людина з Екватору» |
| 2013 | Чу Вон     | «Добрий лікар»      |
| 2014 | Чо Че Хьон | «Чжон До-Чон»       |
| 2015 | Кім Хє Джа | «Недобрі леді»      |

## Найкращий автор/найкраща автрока сценарію
| Рік  | Переможець     | Робота                             |
| ---- | -------------- | ---------------------------------- |
| 1996 | Чо Со Хє       | «Перше кохання»                    |
| 1997 | Мун Йон Нам    | «Тому що я дійсно…»                |
| 1997 | Лі Хван Ґьон   | «Сльози дракона»                   |
| 1998 | Чхве Ван Ґю    | «Легендарні амбіції»               |
| 1998 | Чон Ха Йон     | «Король та королева»               |
| 2000 | Чхве Юн Джон   | «Більше, ніж слова можуть сказати» |
| 2001 | Чхве Хьон Ґьон | «Ніжні серця»                      |
| 2002 | Лі Ток Дже     | «Це кохання»                       |
| 2003 | Пак Чон Ран    | «Жовта хустинка»                   |
| 2004 | Мун Йон Нам    | «Умови прихильності»               |
| 2004 | Но Хі Ґьон     | «Красивіша за квітку»              |
| 2005 | Кім Чі Вон     | «Воскресіння»                      |
| 2005 | Кім Су Хьон    | «Дорогоцінна сім'я»                |
| 2006 | Юн Сон Джу     | «Хван Чіні»                        |
| 2007 | Чан Йон Чхоль  | «Де Чо Йон»                        |
| 2009 | Чо Чон Сон     | «Мої надто ідеальні сини»          |
| 2010 | Кан Ин Ґьон    | «Хліб, кохання і мрії»             |
| 2011 | Лі Чон Сон     | «Сім'я О Чакгю»                    |
| 2012 | Пак Чі Ин      | «Мій чоловік має сім'ю»            |
| 2013 | Мун Йон Нам    | «Родина Ван»                       |
| 2014 | Чон Хьон Мін   | «Чжон До-Чон»                      |
| 2014 | Кан Ин Ґьон    | «Що сталося у моїй родині?»        |
| 2015 | Кім Ін Йон     | «Недобрі леді»                     |
| 2016 | Кім Ин Сук     | «Нащадки сонця»                    |
| 2016 | Кім Вон Сок    | «Нащадки сонця»                    |
| 2017 | Со Хьон Ґьон   | «Моє золоте життя»                 |
| 2018 | Кім Са Ґьон    | «Мій єдиний»                       |
| 2019 | Лім Сан Чхун   | «Коли квітне Камелія»              |
| 2020 | Ян Хі Син      | «Ще раз»                           |
| 2021 | Кім Са Ґьон    | «Молода леді та джентльмен»        |
| 2023 | Лі Чон У       | «Корьо-киданська війна»            |
| 2024 | Со Сукхян      | «Залізна сім'я»                    |

## Нагороди за популярність

### Нагорода за популярність (актори)
| Рік  | Переможець   | Робота                                                |
| ---- | ------------ | ----------------------------------------------------- |
| 1987 | Кіль Йон У   | «Самоґок», «Мати»                                     |
| 1988 | Сон Йон Чхун | «Сун Сім І»                                           |
| 1989 | Чхве Чу Бон  | «Походження Ван Рона»                                 |
| 1990 | Чхве Су Джон | «Сеульський глиняний горщик»                          |
| 1991 | Чхве Су Джон | «Родина»                                              |
| 1992 | Кан Сок У    | «Заради кохання»                                      |
| 1993 | Сон Чі Чхан  | «Будь ласка, витримайте неділю»                       |
| 1994 | Кім Кю Чхоль | «Коли я сумую за тобою»                               |
| 1995 | Хан Чін Хі   | «Навіть якщо вітер дме»                               |
| 1995 | Чхве Су Джон | «Навіть якщо вітер дме»                               |
| 1995 | Лі Чон Вон   | «Сонячне місце молоді»                                |
| 1996 | Пе Йон Чжун  | «Папа», «Перше кохання»                               |
| 1997 | Рю Сі Вон    | «Пропозиція», «Метод зустріти ідеального чоловіка»    |
| 1998 | Рю Сі Вон    | «Чистота», «Паперовий кран»                           |
| 1999 | Чхве Су Джон | «Людський будинок», «Чи ви коли-небудь закохувалися?» |
| 2000 | Кім Сан Ґьон | «Сніжинка»                                            |
| 2000 | Сон Син Хон  | «Осінь в моєму серці»                                 |
| 2001 | Лі Чхан Хун  | «Левкой сивий»                                        |
| 2001 | Рю Джін      | «Левкой сивий»                                        |
| 2002 | Пе Йон Чжун  | «Зимова соната»                                       |
| 2002 | Чхве Су Джон | «Чоловік сонця, Лі Че Ма»                             |
| 2003 | Чха Син Вон  | «Охоронець»                                           |
| 2003 | Кім Син У    | «Розмарин»                                            |
| 2004 | Рейн         | «Повний дім»                                          |
| 2004 | Со Чі Соп    | «Пробач, я кохаю тебе»                                |
| 2005 | Нам Кун Мін  | «Моє рожеве життя»                                    |
| 2005 | Сон Іль Гук  | «Володар морів»                                       |
| 2006 | Хьон Бін     | «Снігова королева»                                    |
| 2006 | О Ман Сок    | «Виноградар»                                          |
| 2007 | Чон По Сок   | «Де Чо Йон»                                           |
| 2008 | Чан Гин Сок  | «Хон Гіль Дон»                                        |
| 2009 | Юн Сан Хьон  | «Моя чарівна леді»                                    |
| 2010 | Сон Чжун Кі  | «Скандал в Сонгюнгвані»                               |
| 2011 | Кім Су Хьон  | «Одержимі мрією»                                      |
| 2011 | Пак Сі Ху    | «Людина принцеси»                                     |
| 2012 | Чу Вон       | «Весільна маска»                                      |
| 2013 | Чі Сон       | «Таємне кохання»                                      |
| 2014 | Чі Чхан Ук   | «Цілитель»                                            |
| 2014 | Чу Вон       | «Завтрішня Кантебіле»                                 |
| 2015 | Нам Чу Хьок  | «Хто ти: Школа 2015»                                  |
| 2015 | Пак Бо Гом   | «Я пам'ятаю тебе»                                     |
| 2020 | Кім Йон Де   | «Зрадь мене, якщо зможеш»                             |
| 2020 | Лі Сан Йоп   | «Ще раз»                                              |
| 2021 | Чон Чін Йон  | «Поліцейська академія»                                |
| 2021 | Роун         | «Любов короля»                                        |
| 2022 | Кан Ха Ниль  | «Вихід після завіси»                                  |
| 2022 | D.O.         | «Поганий прокурор»                                    |
| 2023 | Роун         | «Битва за шлюб»                                       |
| 2023 | Ан Че Хьон   | «Справжній з'явився!»                                 |
| 2023 | Чі Син Хьон  | «Корьо-киданська війна»                               |
| 2023 | Лі Сан Йоп   | «Моя гарна боксерка»                                  |
| 2024 | Кім Мьонсу   | «Наважся покохати мене»                               |

### Нагорода за популярність (акторки)
| Рік  | Переможець    | Робота                                                |
| ---- | ------------- | ----------------------------------------------------- |
| 1987 | Пе Чон Ок     | «Удача», «Синій соняшник»                             |
| 1988 | Ха Хі Ра      | «Небеса, небеса», «Історія Сім Чхон»                  |
| 1989 | Пак Хє Сук    | «Походження Ван Рона»                                 |
| 1990 | Со Син Хьон   | «Сеульський глиняний горщик»                          |
| 1991 | Кім Мі Сук    | «Часи жінок»                                          |
| 1992 | Ок Со Рі      | «Заради кохання»                                      |
| 1992 | Кім Е Ґьон    | «Старший брат»                                        |
| 1993 | Пак Чі Йон    | «Коли я сумую за тобою»                               |
| 1994 | Ха Ю Мі       | «Доньки багатої родини»                               |
| 1995 | Ю Хо Джон     | «Навіть якщо вітер дме»                               |
| 1995 | Лі Йон Е      | «Західний палац»                                      |
| 1995 | Чон То Йон    | «Сонячне місце молоді»                                |
| 1996 | Сон Чхе Хван  | «Перше кохання»                                       |
| 1997 | Кім Хі Сон    | «Пропозиція», «Весільна сукня»                        |
| 1998 | Сон Юн А      | «Паперовий кран»                                      |
| 1999 | Лі Йон Е      | «Запрошення»                                          |
| 2000 | Пе Ду На      | «RNA»                                                 |
| 2000 | Сон Хє Кьо    | «Осінь в моєму серці»                                 |
| 2001 | Хан Ко Ин     | «Як батько, а не як син»                              |
| 2001 | Лі Син Йон    | «Східний театр»                                       |
| 2001 | Лі Йо Вон     | «Синій туман»                                         |
| 2002 | Чхве Чі У     | «Зимова соната»                                       |
| 2002 | Юджін         | «Loving You»                                          |
| 2003 | Хан Ко Ин     | «Охоронець»                                           |
| 2003 | Сон Тхе Йон   | «Один мільйон троянд»                                 |
| 2004 | Ім Су Чон     | «Пробач, я кохаю тебе»                                |
| 2004 | Сон Хє Кьо    | «Повний дім»                                          |
| 2005 | Хан Чхе Йон   | «Зухвала дівчина Чхун Хян»                            |
| 2005 | Лі Тхе Ран    | «Моє рожеве життя»                                    |
| 2006 | Чхве Чон Вон  | «Відомі принцеси»                                     |
| 2006 | Сон Ю Рі      | «Снігова королева»                                    |
| 2007 | Хан Хьо Джу   | «Небо і земля»                                        |
| 2008 | Чан Мі Хі     | «Мама смертельно сердита»                             |
| 2008 | Сон Ю Рі      | «Хон Гіль Дон»                                        |
| 2009 | Кім Со Йон    | «Айріс»                                               |
| 2009 | Юн Ин Хє      | «Моя чарівна леді»                                    |
| 2010 | Мун Гин Йон   | «Зведена сестра Попелюшки», «Одружись зі мною, Ме Рі» |
| 2011 | Хан Хє Джін   | «Ті, що співають у терні»                             |
| 2011 | Мун Чхе Вон   | «Людина принцеси»                                     |
| 2012 | Пе Сюзі       | «Великий»                                             |
| 2013 | Мун Чхе Вон   | «Добрий лікар»                                        |
| 2014 | Чон Ин Джі    | «Закохані в Трот»                                     |
| 2014 | Лі Та Хі      | «Велика людина»                                       |
| 2015 | Кім Соль Хьон | «Апельсиновий мармелад»                               |
| 2015 | Чо Бо А       | «Все про мою маму»                                    |
| 2020 | Чо Бо А       | «Ліс»                                                 |
| 2021 | Кім Со Хьон   | «Річка, де місяць сходить»                            |
| 2021 | Пак Ин Бін    | «Любов короля»                                        |
| 2022 | Крістал Чон   | «Скажене кохання»                                     |
| 2022 | Лі Се Хі      | «Поганий прокурор»                                    |
| 2023 | Чо І Хьон     | «Битва за шлюб»                                       |
| 2023 | Соль Ін А     | «Оаза»                                                |
| 2023 | Юї            | «Живи своїм життям»                                   |
| 2024 | Ким Серок     | «Залізна сім'я»                                       |

### Нагорода Netizen (актори)
| Рік  | Переможець   | Робота                      |
| ---- | ------------ | --------------------------- |
| 2003 | Рейн         | «Сан Ду! Ходімо до школи»   |
| 2004 | Со Чі Соп    | «Пробач, я кохаю тебе»      |
| 2005 | Рейн         | «Кохання, щоб вбивати»      |
| 2006 | Хьон Бін     | «Снігова королева»          |
| 2007 | Чхве Су Джон | «Де Чо Йон»                 |
| 2008 | Кан Чі Хван  | «Хон Гіль Дон»              |
| 2009 | Лі Бьон Хон  | «Айріс»                     |
| 2010 | Чан Гин Сок  | «Одружись зі мною, Ме Рі»   |
| 2010 | Пак Ю Чхон   | «Скандал в Сонгюнгвані»     |
| 2011 | Сін Ха Ґьон  | «Мозок»                     |
| 2012 | Сон Чжун Кі  | «Хороший хлопець»           |
| 2013 | Чу Вон       | «Добрий лікар»              |
| 2014 | Ерік Мун     | «Відкриття кохання»         |
| 2015 | Кім Су Хьон  | «Продюсери»                 |
| 2016 | Пак Бо Гом   | «Кохання в місячному сяйві» |
| 2017 | Пак Со Джун  | «Боротьба за свій шлях»     |
| 2018 | Пак Хьон Сік | «Костюми»                   |
| 2018 | Кім Мьон Мін | «Диво, яке ми зустріли»     |
| 2019 | Кан Ха Ниль  | «Коли квітне Камелія»       |

### Нагорода Netizen (акторки)
| Рік  | Переможець    | Робота                    |
| ---- | ------------- | ------------------------- |
| 2003 | Кон Хьо Джін  | «Сан Ду! Ходімо до школи» |
| 2004 | Ім Су Чон     | «Пробач, я кохаю тебе»    |
| 2005 | Чхве Чін Сіль | «Моє рожеве життя»        |
| 2006 | Ха Чі Вон     | «Хван Чіні»               |
| 2007 | Хан Чі Мін    | «Столичний скандал»       |
| 2008 | Ім Юн А       | «Ти моя доля»             |
| 2009 | Ку Хє Сон     | «Хлопці кращі за квіти»   |
| 2010 | Пак Мін Йон   | «Скандал в Сонгюнгвані»   |
| 2011 | Чхве Чон Вон  | «Мозок»                   |
| 2012 | Мун Чхе Вон   | «Хороший хлопець»         |
| 2012 | Ім Юн А       | «Дощ кохання»             |
| 2013 | Хван Чон Им   | «Таємне кохання»          |
| 2014 | Чон Ю Мі      | «Відкриття кохання»       |
| 2015 | Кім Со Хьон   | «Хто ти: Школа 2015»      |
| 2017 | Кім Чі Вон    | «Боротьба за свій шлях»   |

### Найкраща пара
| Рік  | Переможці                               | Робота                          |
| ---- | --------------------------------------- | ------------------------------- |
| 2003 | Кім Син У та Ю Хо Джон                  | «Розмарин»                      |
| 2003 | Рейн та Кон Хьо Джін                    | «Сан Ду! Ходімо до школи»       |
| 2004 | Ан Че Ук та Пак Сон Йон                 | «О, Почувайся молодим»          |
| 2004 | Рейн та Сон Хє Кьо                      | «Повний дім»                    |
| 2004 | Со Чі Соп та Ім Су Чон                  | «Пробач, я кохаю тебе»          |
| 2004 | Сон Іль Гук та Хан Ка Ін                | «Умови прихильності»            |
| 2005 | Че Хі та Хан Чхе Йон                    | «Зухвала дівчина Чхун Хян»      |
| 2005 | Сон Хьон Чжу та Чхве Чін Сіль           | «Моє рожеве життя»              |
| 2005 | Сон Іль Гук та Су Е                     | «Володар морів»                 |
| 2005 | Ом Тхе Ун та Хан Чі Мін                 | «Зухвала дівчина Чхун Хян»      |
| 2006 | Хьон Бін та Сон Ю Рі                    | «Снігова королева»              |
| 2006 | Чан Гин Сок та Ха Чі Вон                | «Хван Чіні»                     |
| 2006 | О Ман Сок та Юн Ин Хє                   | «Виноградар»                    |
| 2006 | Пак Хе Джін та Лі Тхе Ран               | «Відомі принцеси»               |
| 2007 | Кан Чі Хван та Хан Чі Мін               | «Столичний скандал»             |
| 2007 | Кім Чі Хун та Лі Су Ґьон                | «Невістки»                      |
| 2007 | Пак Хе Джін та Хан Хьо Джу              | «Небо і земля»                  |
| 2008 | Кан Чі Хван та Сон Ю Рі                 | «Хон Гіль Дон»                  |
| 2008 | Кім Йон Ґон та Чан Мі Хі                | «Мама смертельно сердита»       |
| 2008 | Сон Іль Гук та Чхве Чон Вон             | «Королівство вітрів»            |
| 2009 | Лі Бьон Хон та Кім Те Хі                | «Айріс»                         |
| 2009 | Лі Мін Хо та Ку Хє Сон                  | «Хлопці кращі за квіти»         |
| 2009 | Лі Пхіль Мо та Ю Сон                    | «Мої надто ідеальні сини»       |
| 2009 | Ю Сан Хьон та Юн Ин Хє                  | «Моя чарівна леді»              |
| 2010 | Чан Хьок та Лі Да Хе                    | «Мисливці на рабів»             |
| 2010 | Чан Гин Сок та Мун Гин Йон              | «Одружись зі мною, Ме Рі»       |
| 2010 | Пак Ю Чхон та Пак Мін Йон               | «Скандал в Сонгюнгвані»         |
| 2010 | Сон Чжун Кі та Ю А Ін                   | «Скандал в Сонгюнгвані»         |
| 2010 | Юн Сі Юн та Лі Йон А                    | «Хліб, кохання і мрії»          |
| 2011 | Кім Су Хьон та Пе Сюзі                  | «Одержимі мрією»                |
| 2011 | Лі Мін У та Хон Су Хьон                 | «Людина принцеси»               |
| 2011 | Пак Сі Ху та Мун Чхе Вон                | «Людина принцеси»               |
| 2011 | Рю Су Йон та Чхве Чон Юн                | «Сім'я О Чакгю»                 |
| 2011 | Сін Ха Ґьон та Чхве Чон Вон             | «Мозок»                         |
| 2012 | Лі Хі Джун та Чо Юн Хі                  | «Мій чоловік має сім'ю»         |
| 2012 | Ю Чун Сан та Кім Нам Джу                | «Мій чоловік має сім'ю»         |
| 2012 | Лі Сан Юн та Лі Бо Йон                  | «Моя донька Сойон»              |
| 2012 | Сон Чжун Кі та Мун Чхе Вон              | «Хороший хлопець»               |
| 2013 | Чі Сон та Хван Чон Им                   | «Таємне кохання»                |
| 2013 | Чо Чон Сок та IU                        | «Ти найкраща!»                  |
| 2013 | Чу Вон та Мун Чхе Вон                   | «Добрий лікар»                  |
| 2013 | Лі Пом Су та Ім Юн А                    | «Прем'єр-міністр і я»           |
| 2013 | О Чі Хо та Кім Хє Су                    | «Королева офісу»                |
| 2014 | Ерік Мун та Чон Ю Мі                    | «Відкриття кохання»             |
| 2014 | Чі Чхан Ук та Пак Мін Йон               | «Цілитель»                      |
| 2014 | Кім Сан Ґьон та Кім Хьон Джу            | «Що трапилося з моєю сім'єю?»   |
| 2014 | Пак Хьон Сік та Нам Чі Хьон             | «Що трапилося з моєю сім'єю?»   |
| 2014 | Лі Джун Гі та Нам Сан Мі                | «Чосонський стрілець»           |
| 2015 | Чан Хьок та Хан Че А                    | «Купець: Кекджу 2015»           |
| 2015 | Со Чі Соп та Сін Мін А                  | «О, моя Венера»                 |
| 2015 | Кім Су Хьон, Кон Хьо Джін, Чха Тхе Хьон |                                 |
| 2015 | Юк Сон Дже та Кім Со Хьон               | «Хто ти: Школа 2015»            |
| 2016 | Сон Чжун Кі та Сон Хє Кьо               | «Нащадки сонця»                 |
| 2016 | Чін Гу та Кім Чі Вон                    | «Нащадки сонця»                 |
| 2016 | Пак Бо Гом та Кім Ю Чон                 | «Кохання в місячному сяйві»     |
| 2016 | Лі Сан Юн та Кім Ха Ниль                | «На шляху до аеропорту»         |
| 2016 | О Чі Хо та Хо Чон Ин                    | «Моя чарівна леді»              |
| 2016 | Чха Ін Пхьо та Ла Мі Ран                | «Джентльмен з ательє Вольґєсу»  |
| 2016 | Хьон У та Лі Се Йон                     | «Джентльмен з ательє Вольґєсу»  |
| 2017 | Юн Хьон Мін та Чон Рьо Вон              | «Відьма у суді»                 |
| 2017 | Сон Хо Джун та Чан На Ра                | «Гідне подружжя»                |
| 2017 | Пак Сі Ху та Сін Хє Сон                 | «Моє золоте життя»              |
| 2017 | Пак Со Джун та Кім Чі Вон               | «Боротьба за свій шлях»         |
| 2017 | Рю Су Йон та Лі Ю Рі                    | «Дивний батько»                 |
| 2017 | Нам Кун Мін та Лі Чун Хо                | «Шеф Кім»                       |
| 2018 | Со Кан Джун та Кон Син Йон              | «Ти людина?»                    |
| 2018 | Даніель Чхве та Пек Чін Хі              | «Жонглери»                      |
| 2018 | Кім Мьон Мін та Ла Мі Ран               | «Диво, яке ми зустріли»         |
| 2018 | Чха Тхе Хьон та Пе Ду На                | «Шлюбний хаос»                  |
| 2018 | Ю Тон Ґин та Чан Мі Хі                  | «Одружися зі мною, зараз»       |
| 2018 | Лі Чан У та Юї                          | «Мій єдиний»                    |
| 2018 | Чхве Су Джон та Чін Кьон                | «Мій єдиний»                    |
| 2019 | Кан Ха Ниль та Кон Хьо Джін             | «Коли квітне Камелія»           |
| 2019 | О Чон Се та Йом Хє Ран                  | «Коли квітне Камелія»           |
| 2019 | Чан Тон Юн та Кім Со Хьон               | «Легенда про Нокту»             |
| 2019 | Ю Чун Сан та Сін Тон Мі                 | «Печінка або смерть»            |
| 2019 | Чан Хьон Сон та Кім Чон Нан             | «Лікар-ув'язнений»              |
| 2019 | Кім Мьон Су та Сін Хє Сон               | «Остання місія янгола: Кохання» |
| 2020 | Лі Чан У та Чін Кі Джу                  | «Домашня історія кохання»       |
| 2020 | Чон По Сок та Лі Чан У                  | «Домашня історія кохання»       |
| 2020 | Пак Сон Хун та Нана                     | «Окільцьовані»                  |
| 2020 | Ко Джон та Чо Йо Чон                    | «Зрадь мене, якщо зможеш»       |
| 2020 | Пак Хе Джін та Чо Бо А                  | «Ліс»                           |
| 2020 | Лі Сан І та Лі Чхо Хі                   | «Ще раз»                        |
| 2020 | Чхон Хо Джін та Лі Чон Ин               | «Ще раз»                        |
| 2020 | Лі Сан Йоп та Лі Мін Чон                | «Ще раз»                        |
| 2021 | Роун та Пак Ин Бін                      | «Любов короля»                  |
| 2021 | Чі Хьон У та Лі Се Хі                   | «Молода леді та джентльмен»     |
| 2021 | На Ін У та Кім Со Хьон                  | «Річка, де місяць сходить»      |
| 2021 | Чха Тхе Хьон та Чон Чін Йон             | «Поліцейська академія»          |
| 2021 | Кім Мін Дже та Пак Кю Йон               | «Дал Лі і нахабний принц»       |
| 2021 | Кім Йо Хан та Чо І Хьон                 | «Школа 2021»                    |
| 2021 | Лі До Хьон та Ко Мін Сі                 | «Травнева юність»               |
| 2022 | Кан Ха Ниль та Ха Чі Вон                | «Вихід після завіси»            |
| 2022 | Кім Син Су та Кім Со Ин                 | «Три відважних братів і сестер» |
| 2022 | На Ін У та Сохьон                       | «Зурочений на початку»          |
| 2022 | D.O. та Лі Се Хі                        | «Поганий прокурор»              |
| 2022 | Со Ін Гук та О Йон Со                   | «Кафе «Мінамдан»»               |
| 2022 | Юн Сі Юн тв Пе Та Бін                   | «Зараз гарно»                   |
| 2022 | Лі Син Ґі та Лі Се Йон                  | «Кав'ярня права»                |
| 2022 | Лі Джун та Кан Хан На                   | «Криваве серце»                 |
| 2023 | Ан Че Хьон та Пек Чін Хі                | «Справжній з'явився!»           |
| 2023 | Ха Джун та Юї                           | «Живи своїм життям»             |
| 2023 | Соль Ін А та Чан Тон Юн                 | «Оаза»                          |
| 2023 | Чхве Су Джон та Кім Тон Джун            | «Корьо-киданська війна»         |
| 2023 | Роун та Чо І Хьон                       | «Битва за шлюб»                 |
| 2024 | Чі Хьону та Ім Су Хян                   | «Красуня і пан Романтик»        |
| 2024 | Кім Джонхьон та Ким Серок               | «Залізна сім'я»                 |
| 2024 | Пек Сонхьон та Хам Инджон               | «Суджі та Урі»                  |
| 2024 | Пак Джійон, Сін Хьонджун та Кім Хєин    | «Залізна сім'я»                 |
| 2024 | Йону, Лі Сундже та Арі                  | «Собака знає все»               |

## Саундтрек

### Найкращий OST
| Рік  | Переможці                        | Робота                  |
| ---- | -------------------------------- | ----------------------- |
| 2017 | BtoB — "Ambiguous" (알듯 말듯해) | «Боротьба за свій шлях» |

## Особлива нагорода
| Рік  | Переможці                                                                                       | Категорія                           | Робота                                                                         |
| ---- | ----------------------------------------------------------------------------------------------- | ----------------------------------- | ------------------------------------------------------------------------------ |
| 1987 | Кім Чін Тхе                                                                                     | Н/Д                                 | «Удача»                                                                        |
| 1987 | Хан Хє Сук                                                                                      | Н/Д                                 | «Удача»                                                                        |
| 1989 | Кім Су Джон                                                                                     | Н/Д                                 | «Схід сонця»                                                                   |
| 1990 | Ю Тон Ґин                                                                                       | Н/Д                                 | «Пхачхонму», «Хоум-ран мого батька»                                            |
| 1990 | Ха Хі Ра                                                                                        | Н/Д                                 | «Місяць в Комсені»                                                             |
| 1992 | Команда серіалу «Заради кохання»                                                                | Н/Д                                 | «Заради кохання»                                                               |
| 1993 | Команда серіалу «Кохання на зизифусі»                                                           | Н/Д                                 | «Кохання на зизифусі»                                                          |
| 1994 | Команда серіалу «Будь ласка, витримайте неділю»                                                 | Н/Д                                 | «Будь ласка, витримайте неділю»                                                |
| 1995 | Команди серіалів «Навіть якщо вітер дме», «Сонячне місце молоді», «Ви сказали, що кохаєте мене» | Н/Д                                 | «Навіть якщо вітер дме», «Сонячне місце молоді», «Ви сказали, що кохаєте мене» |
| 1996 | Команди серіалів «Чоловіки з лазні», «Чумацький Шлях», «Сліпучий світанок»                      | Н/Д                                 | «Чоловіки з лазні», «Чумацький Шлях», «Сліпучий світанок»                      |
| 1997 | Команди серіалів «Світло луків», «Тому що я дійсно…», «Синя пташка має це»                      | Н/Д                                 | «Світло луків», «Тому що я дійсно…», «Синя пташка має це»                      |
| 1998 | Команди серіалів «Легендарні амбіції», «Брехня», «Моє кохання, що зі мною»                      | Н/Д                                 | «Легендарні амбіції», «Брехня», «Моє кохання, що зі мною»                      |
| 2001 | Корейські мистецтва                                                                             | Н/Д                                 | «Теджо Ван Гон»                                                                |
| 2002 | Кім Сон Хван                                                                                    | Актор                               | «Імператриця Мьонсон»                                                          |
| 2003 | Чхве Су Джон                                                                                    | Актор                               | «На прерії»                                                                    |
| 2004 | Юн Сок Хо                                                                                       | Режисер                             | «Зимова соната»                                                                |
| 2005 | Ім Пьон Ґі                                                                                      | Актор                               | Н/Д                                                                            |
| 2006 | Мун Йон Нам                                                                                     | Сценаристка                         | «Відомі принцеси»                                                              |
| 2007 | На Сан Йоп                                                                                      | Продюсер                            | «Саюксін»                                                                      |
| 2008 | Сін Хьон Тхек                                                                                   | Директор компанії «Samhwa Networks» | «Мама смертельно сердита»                                                      |

## Найкраща пара Азії
| Рік  | Переможці                 | Робота          |
| ---- | ------------------------- | --------------- |
| 2016 | Сон Чжун Кі та Сон Хє Кьо | «Нащадки сонця» |

## Зірка корейської хвилі з корейської драми
| Рік  | Переможці   | Робота                          |
| ---- | ----------- | ------------------------------- |
| 2019 | Кім Мьон Су | «Остання місія янгола: Кохання» |
| 2019 | Кім Се Джон | «Хочу почути твою пісеньку»     |

## Нагорода за досягнення
| Рік  | Переможці     | Робота                                                                |
| ---- | ------------- | --------------------------------------------------------------------- |
| 1987 | Кан Хьо Сіль  | Н/Д                                                                   |
| 1988 | Чон Е Ран     | Н/Д                                                                   |
| 1989 | Хван Чон Сун  | «Вітер, хмари та дощ»                                                 |
| 1990 | Ко Соль Бон   | «Пхачхонму»                                                           |
| 1991 | Хан Ин Джін   | «Сеульський глиняний горщик»                                          |
| 1992 | Чхве Мьон Су  | Телевізійний літературний театр «Чорний костюм», «Сніг падає на село» |
| 1993 | Кім Чі Йон    | «Дика хризантема», «Кохання, яке не можна зупинити»                   |
| 1994 | Чхве Кіль Хо  | Н/Д                                                                   |
| 1995 | Чхве Чон Хун  | «Чан Нок Су»                                                          |
| 1995 | Тхе Хьон Сіль | «Чан Нок Су»                                                          |
| 1996 | Лі Сун Дже    | «Чоловіки з лазні», «Блюз Вонджі-дону»                                |
| 1997 | Кім Сун Чхоль | «Сльози дракона»                                                      |
| 1998 | Лі Нак Хун    | Н/Д                                                                   |
| 1999 | Кан Пу Джа    | Н/Д                                                                   |
| 2000 | Йо Ун Кє      | Н/Д                                                                   |
| 2001 | Кім Ін Тхе    | «Імператриця Мьонсон»                                                 |
| 2003 | Нам Іль У     | Н/Д                                                                   |
| 2004 | Лі Кьон Хо    | Н/Д                                                                   |
| 2005 | Чон Иль Йон   | «Дорогоцінна сім'я»                                                   |
| 2006 | Лі Те Ро      | Н/Д                                                                   |
| 2007 | Ян Кин Син    | «Кохання на зизифусі»                                                 |
| 2008 | Ю Чхоль Джу   | Н/Д                                                                   |
| 2009 | Йо Ун Кє      | Н/Д                                                                   |
| 2014 | Кім Ча Ок     | Н/Д                                                                   |
| 2017 | Кім Йон Е     | «Джентльмен з ательє Вольґєсу»                                        |
| 2020 | Сон Че Хо     | Н/Д                                                                   |

## Припинені нагороди

### Нагорода за майстерність

#### Найкращий актор / акторка
| Рік  | Переможці     | Переможці                                                                           | Переможці    | Переможці                                                                        |
| Рік  | Актор         | Робота                                                                              | Акторка      | Робота                                                                           |
| ---- | ------------- | ----------------------------------------------------------------------------------- | ------------ | -------------------------------------------------------------------------------- |
| 1987 | Лі Сін Дже    | «Сонце, що сходить над пагорбом», «Двері бажань»                                    | Пак Хє Сук   | «Самоґок», «Удача»                                                               |
| 1988 | Йон Кю Джін   | «Земля»                                                                             | Йон Ун Ґьон  | «Земля»                                                                          |
| 1989 | Пак Ін Хван   | «Походження Ван Рона»                                                               | Чо Мін Су    | «Чірісан»                                                                        |
| 1990 | Чу Хьон       | «Сеульський глиняний горщик», «Світанок дня»                                        | Кім Юн Ґьон  | «Бальзам під шерстю»                                                             |
| 1991 | Хон Йо Соп    | «Вчорашня зелена трава»                                                             | Кім Чхон     | «Пісня про кохання від Лете», «Обіцянка трьох днів»                              |
| 1992 | Ан Те Йон     | «Хроніки трьох держав», «Чорний автопортрет», «Полювання на китів 92»               | Кім Хьон Джу | «Старший брат»                                                                   |
| 1993 | Лі Бьон Хон   | «Дика хризантема», «Скорбота вцілілого»                                             | О Йон Су     | «Будь ласка, витримайте неділю»                                                  |
| 1994 | Чхон Хо Джін  | «Кохання на зизифусі», «Приховані малюнки»                                          | Пак Чі Йон   | «Коли я сумую за тобою»                                                          |
| 1995 | Лі Бьон Хон   | «Сини вітру»                                                                        | Юн Ю Сон     | «Навіть якщо вітер дме»                                                          |
| 1996 | Кім Йон Чхоль | «Далека країна»                                                                     | Кім Хі Сон   | «Чоловіки з лазні», «Далека країна»                                              |
| 1996 | Пе Йон Чжун   | «Папа», «Перше кохання»                                                             | Ю Хо Джон    | «Чумацький Шлях»                                                                 |
| 1997 | Кім Хин Ґі    | «Сльози дракона», «Річка материнської любові», «Метод зустріти ідеального чоловіка» | Кім Джі Су   | «Янгол всередині мене», «Коли вона мене кличе»                                   |
| 1997 | Кім Хин Ґі    | «Сльози дракона», «Річка материнської любові», «Метод зустріти ідеального чоловіка» | Чон Сон Ґьон | «Синя пташка має це»                                                             |
| 1998 | Рю Сі Вон     | «Чистота», «Паперовий кран»                                                         | Йом Чон А    | «До того часу, як зацвіте азелія», «Легендарні амбіції», «Пісня про мене і тебе» |
| 1999 | Лі Чхан Хун   | «Школа», «Сходить сонце, піднімається місяць», «Запрошення»                         | Кім Сон Рьон | «Паперовий кран», «Король та королева»                                           |
| 1999 | Кім Кю Чхоль  | «Сходить сонце, піднімається місяць», Література ТБ «Коли він зупинився»            | Кім Хє Сон   | «Ви»                                                                             |
| 2000 | Пак Сан Мін   | «Повне сонце»                                                                       | Пе Чон Ок    | «Дурне кохання»                                                                  |
| 2000 | Вон Бін       | «Суворе чоловіче кохання», «Осінь в моєму серці»                                    | Чон Сон Ґьон | «Більше, ніж слова можуть сказати»                                               |
| 2001 | Кім Кап Су    | «Теджо Ван Гон», Телевізійний роман «Мачуха»                                        | Кім Хє Ра    | «Теджо Ван Гон»                                                                  |
| 2001 | Кім Хо Джін   | «Ніжні серця»                                                                       | Юн Хе Йон    | «Синій туман», «Життя прекрасне», «Це кохання»                                   |
| 2002 | Пак Йон Ха    | «Зимова соната», «Loving You»                                                       | Лі Тхе Ран   | «Хто є моїм коханням»                                                            |
| 2002 | Чо Мін Ґі     | «Тяжке кохання»                                                                     | Лі Хє Сук    | «Мачуха»                                                                         |
| 2003 | Кім Син Су    | «Один мільйон троянд»                                                               | Кон Хьо Джін | «Сан Ду! Ходімо до школи»                                                        |
| 2003 | Пак Йон У     | «Вік воїнів»                                                                        | Ом Чон Хва   | «Дружина»                                                                        |
| 2003 | Пак Йон У     | «Вік воїнів»                                                                        | Чху Сан Мі   | «Жовта хустинка»                                                                 |
| 2004 | Со Чі Соп     | «Пробач, я кохаю тебе»                                                              | Пак Сон Йон  | «О, Почувайся молодим»                                                           |
| 2004 | Рейн          | «Повний дім»                                                                        | Хан Ка Ін    | «Умови прихильності»                                                             |
| 2005 | Сон Хьон Чжу  | «Моє рожеве життя»                                                                  | Су Е         | «Володар морів»                                                                  |
| 2005 | Сон Іль Гук   | «Володар морів»                                                                     | Лі Хє Сук    | «Прощання із смутком»                                                            |
| 2005 | Ом Тхе Ун     | «Воскресіння», «Зухвала дівчина Чхун Хян»                                           | Лі Хє Сук    | «Прощання із смутком»                                                            |
| 2006 | Ко Чу Вон     | «Відомі принцеси»                                                                   | Чхве Чон Вон | «Відомі принцеси»                                                                |
| 2006 | Кім Чін Тхе   | «Де Чо Йон»                                                                         | Хан Ин Джон  | «Сеул 1945»                                                                      |

### Фотогігієнічна нагорода
| Рік  | Переможці      | Переможці                        | Переможці    | Переможці                                                                 |
| Рік  | Актор          | Робота                           | Акторка      | Робота                                                                    |
| ---- | -------------- | -------------------------------- | ------------ | ------------------------------------------------------------------------- |
| 1995 | Пе Йон Чжун    | «Сонячне місце молоді»           | Пьон Со Джон | «Доньки багатої родини», «Ще один початок», «Ви сказали, що кохаєте мене» |
| 1996 | Кім Кван Пхіль | «Біла кульбаба»                  | Лі Чі Ин     | «Три королівства невістки», «Кольори»                                     |
| 1997 | Ю Тон Ґин      | «Сльози дракона», «Море амбіцій» | Кім Джі Су   | «Янгол всередині мене», «Коли вона мене кличе»                            |
| 1998 | Чхве Су Джон   | «Легендарні амбіції»             | Мьон Се Бін  | «Чистота», «Паперовий кран»                                               |
| 2000 | Сон Син Хон    | «Осінь в моєму серці»            | Сон Хє Кьо   | «Осінь в моєму серці»                                                     |
| 2001 | Лі Чу Хьон     | «Історія цвітіння сливи»         | Хан Ко Ин    | «Як батько, а не як син»                                                  |

### Нагорода за дружбу
| Рік  | Переможці     | Робота                                         |
| ---- | ------------- | ---------------------------------------------- |
| 1987 | Кім Сун Чхоль | «Старший шурин»                                |
| 1988 | Ім Тон Джін   | «Земля»                                        |
| 1989 | Пак Чхіль Йон | «Регіон спокою»                                |
| 1990 | Кім Хе Квон   | «Пхачхонму»                                    |
| 1991 | Кім Тон Ван   | Н/Д                                            |
| 1992 | Чон Вон Джу   | «Кохання на зизифусі»                          |
| 1993 | Чо Че Хун     | Н/Д                                            |
| 1994 | Лі Чон Ман    | «Хан Мьон Хве», «Шаман», «Історичний суперник» |
| 1995 | Ко Хі Джун    | Н/Д                                            |
| 1996 | Мен Хо Рім    | «Блюз Вонджі-дону», «Сльози дракона»           |
| 1997 | Со Йон Джін   | «Сльози дракона»                               |
| 2000 | Кі Чон Су     | Н/Д                                            |
| 2007 | Пак Син Ґю    | Н/Д                                            |
| 2008 | Лі Хьо Джон   | Н/Д                                            |

### Співак року
| Рік  | Переможці    | Робота                     |
| ---- | ------------ | -------------------------- |
| 1989 | Чу Хьон Мі   | «어제 같은 이별», «짝사랑» |
| 1990 | Мі Хе Ґьон   | «보고 싶은 얼굴»           |
| 1991 | Чон Йон Рок  | «이별은 싫어»              |
| 1992 | Чо Йон Пхіль | «이별의 인사»              |
| 1993 | Кім Су Хі    | «애모»                     |
| 1994 | Ім Чу Рі     | «립스틱 짙게 바르고»       |
| 1995 | Solid        | «나만의 친구»              |
| 1999 | BROS         | «Win win»                  |

### Продюсер року
| Рік  | Переможці    | Робота                                |
| ---- | ------------ | ------------------------------------- |
| 1994 | Кім Че Хьон  | «Хан Мьон Хве»                        |
| 1995 | Хон Сон Рьон | «Кохання на зизифусі», «Ігрова драма» |
| 1996 | Ан Йон Тон   | «Легендарне рідне місто»              |
| 1997 | Мен Ман Дже  | Н/Д                                   |
| 1998 | Лі Нок Йон   | «Легендарні амбіції»                  |
| 2000 | Кім Йон Джін | Н/Д                                   |
| 2001 | Юн Чхан Бом  | «Імператриця Мьонсон»                 |

### Драма за вибором глядачів
| Рік  | Переможці             |
| ---- | --------------------- |
| 2000 | «Теджо Ван Гон»       |
| 2000 | «Осінь в моєму серці» |

### Нагорода за удачу
| Рік  | Переможці   |
| ---- | ----------- |
| 1988 | Хан Хьон Бе |
| 1988 | Кан Ин Джу  |

### Тесан за найкращу пару
| Рік  | Переможці |
| ---- | --------- |
| 1994 | Лі Йон    |
| 1994 | Лі Те Ро  |

## Ведучі
| №  | Рік  | Ведучий/Ведуча                                                                             |
| -- | ---- | ------------------------------------------------------------------------------------------ |
| 1  | 1987 | Хо Чхам, Кіль Ин Джон                                                                      |
| 2  | 1988 | Лі Тон Джін, Чхе Сі Ра (1 частина) Кім Тон Ґон, Ку Йон Хі (2 частина)                      |
| 3  | 1989 | Кім Тон Ґон, Ку Йон Хі                                                                     |
| 4  | 1990 | Кім Тон Ґон, Ку Йон Хі                                                                     |
| 5  | 1991 | Ім Сон Хун, Кім Хьон Джу                                                                   |
| 6  | 1992 | Сон Син Хван, Кім Сон Рьон                                                                 |
| 7  | 1993 | Хан Чін Хі, Кім Сон Рьон                                                                   |
| 8  | 1994 | Лі Сан Бьок, Чон Хє Джін                                                                   |
| 9  | 1995 | Лі Сан Бьок, Чон Хє Джін                                                                   |
| 10 | 1996 | Кім Тон Ґон, Лі Ким Хі                                                                     |
| 11 | 1997 | Лі Сан Бьок, Лі Ким Хі                                                                     |
| 12 | 1998 | Кім Пьон Чхан, Кім Хі Сон                                                                  |
| 13 | 1999 | Чхве Су Джон, Лі Ким Хі                                                                    |
| 14 | 2000 | Чхве Су Джон, Кім Хє Рі, Йон Чон А, Соль Су Джін                                           |
| 15 | 2001 | Сон Син Хван, Лі Син Йон                                                                   |
| 16 | 2002 | Сон Пом Су, Лі Тхе Ра, Кім Мі Хва                                                          |
| 17 | 2003 | Чхве Су Джон, Лі Хьок Дже, Ха Ко Ин, Кон Хьо Джін                                          |
| 18 | 2004 | Сон Пом Су, Тхак Че Хун, Пак Сон Йон                                                       |
| 19 | 2005 | Чхве Су Джон, Тхак Че Хун, Кім А Джун                                                      |
| 20 | 2006 | Рю Сі Вон, Тхак Че Хун, Чхве Чон Вон                                                       |
| 21 | 2007 | Тхак Че Хун, Лі Да Хе                                                                      |
| 22 | 2008 | Лі Ток Хва, Чхве Чон Вон, Кім Кьон Ран                                                     |
| 23 | 2009 | Тхак Че Хун, Кім Со Йон, Лі Да Хе                                                          |
| 24 | 2010 | Чхве Су Джон, Сон Чжун Кі, Лі Да Хе                                                        |
| 25 | 2011 | Чон Хьон Му, Хан Хє Джін, Чу Вон                                                           |
| 26 | 2012 | Ю Чун Сан, Юн Йо Джон, Лі Чон Сок                                                          |
| 27 | 2013 | Сін Хьон Джун, Лі Мі Сук, Чу Сан Ук, Ім Юн А                                               |
| 28 | 2014 | Кім Сан Ґьон, Со Ін Гук, Пак Мін Йон                                                       |
| 29 | 2015 | Чон Хьон Му, Пак Бо Гом, Кім Со Хьон                                                       |
| 30 | 2016 | Чон Хьон Му, Пак Бо Гом, Кім Чі Вон                                                        |
| 31 | 2017 | Пак Су Хон, Нам Кун Мін, Лі Ю Рі                                                           |
| 32 | 2018 | Чон Хьон Му, Юї                                                                            |
| 33 | 2019 | Чон Хьон Му, Сін Хє Сон                                                                    |
| 34 | 2020 | То Кьон Ван, Кім Кан Хун, Чо Бо А (1 частина) То Кьон Ван, Лі Сан Йоп, Чо Бо А (2 частина) |
| 35 | 2021 | Сон Сі Ґьон, Лі До Хьон, Кім Со Хьон                                                       |
| 36 | 2022 | Чон Хьон Му, Чон Йон Хва, Лі Хє Рі                                                         |
| 37 | 2023 | Чан Сонґю, Роун, Соль Ін А                                                                 |
| 38 | 2024 | Чан Сонґю, Сохьон, Мун Санмін                                                              |

## Виноски
1. ↑  В оригіналі — кор. 봉메골 산삼소동.
2. ↑  В оригіналі — кор. 대추나무 사랑걸렸네.
3. ↑  За рішенням всіх 3 національних телеканалів.